# Taiwan
Taiwan (chinês tradicional: 臺灣 ou 台灣, chinês simplificado: 台湾), oficialmente República da China, é um Estado insular localizado na Ásia Oriental, que evoluiu de um regime unipartidário com reconhecimento mundial e jurisdição plena sobre toda a China para uma república com reconhecimento internacional limitado e com competência apenas sobre a ilha Formosa e outras ilhas menores, apesar de usufruir de relações de facto com muitos outros países. Até 1949, foi o governo chinês reconhecido internacionalmente e, como tal, foi um dos membros fundadores das Nações Unidas e um dos cinco membros permanentes do Conselho de Segurança da organização, até ser substituído pela República Popular da China em 1971.
Fundada em 1912, a República da China abrangia grande parte da China continental e da Mongólia. No final da Segunda Guerra Mundial, com a rendição do Japão, o país anexou o grupo de ilhas de Formosa e Pescadores (Penghu) à sua jurisdição. Quando o Kuomintang (KMT), o Partido Nacionalista Chinês, perdeu a guerra civil para o Partido Comunista em 1949, o governo da RC foi transferido para Taipé e estabeleceu a cidade como sua capital temporária (também chamada de "capital da guerra" por Chiang Kai-shek), enquanto os comunistas fundaram a República Popular da China (RPC) na China continental. Formosa, ao lado das ilhas Pescadores, Kinmen, Matsu e outras menores, em seguida, tornou-se a extensão da autoridade da República da China. Apesar de sua competência abranger apenas esta área, durante o início da Guerra Fria a República da China ainda era reconhecida por muitos países ocidentais e pela ONU como o único governo legítimo da China.
Constitucionalmente, a República da China não renunciou à sua reivindicação como o único governo legítimo de toda a China, embora, na prática, não possa prosseguir ativamente com estes objetivos. Os partidos políticos do país, muitas vezes, têm visões radicalmente diferentes a respeito da soberania de Taiwan. Ambos os ex-presidentes Lee Teng-hui e Chen Shui-bian mantinham a opinião de que é um país soberano e independente, separado da China continental e de que não há necessidade de uma declaração formal de independência. O presidente Ma Ying-jeou, no entanto, manifestou que considera que a República da China é um país soberano e independente, que inclui a China continental e Formosa.
O país é uma democracia semipresidencialista e com sufrágio universal. O presidente atua como chefe de estado e a Assembleia Nacional serve como órgão legislativo. Considerado um dos quatro "tigres asiáticos", Taiwan é a 21.ª maior economia do mundo. A sua indústria de tecnologia desempenha um papel-chave na economia global. A República da China é classificada como desenvolvida em termos de liberdade de imprensa, saúde, educação pública, liberdade econômica, entre outros indicadores sócio-econômicos.

## Nomes e etimologia
Existem vários nomes usados para se referir à ilha de Taiwan atualmente, derivados dos diferentes exploradores ou governantes de cada período histórico. O antigo nome Formosa (福爾摩沙) data de 1542, quando os portugueses avistaram a ilha principal de Taiwan e a chamaram de "Ilha Formosa". Com o tempo, o nome "Formosa" "substituiu todos os outros na literatura europeia" e era de uso comum entre anglófonos no início do século XX.
No início do século XVII, a Companhia Holandesa das Índias Orientais estabeleceu um posto comercial em Fort Zeelandia (atual Anping) em um banco de areia costeiro que chamaram de "Tayouan", que significa "estrangeiros" na língua indígena siraya. O nome sirayan também era adotado no vernáculo chinês como o nome do banco de areia e da região próxima (atual Tainan). A palavra moderna Taiwan é derivada dessa utilização, que também era escrita como 大員, 大圓, 大灣, 臺員, 臺圓 e 臺窩灣 em vários registros históricos chineses. A área da moderna Tainan foi o primeiro assentamento permanente de colonos ocidentais e imigrantes chineses, tornando-se um importante centro comercial e servindo como a capital da ilha até 1887. O uso do nome chinês atual (臺灣) foi formalizado em 1684, com o estabelecimento da Prefeitura de Taiwan. Com o seu rápido desenvolvimento, toda a ilha Formosa, eventualmente, tornou-se conhecida como "Taiwan".
O nome oficial do país é "República da China"; foi também conhecido por vários nomes ao longo de sua existência. Pouco tempo após o estabelecimento da República da China em 1912, enquanto ela ainda estava localizada no continente asiático, o governo usava a sigla "China" (Zhōngguó) para se referir a si mesmo. Durante os anos 1950 e 1960, era comum para se referir ao país como "China nacionalista" (ou "China livre") para diferenciá-lo de "China comunista" (ou "China vermelha"). O governo nacionalista foi membro das Nações Unidas, representando a "China" como um todo, até 1971, quando perdeu a sua vaga para a República Popular da China, passando a ser referido em algumas ocasiões ou por simpatizantes do movimento de independência de Taiwan, oficialmente, como Governo da República da China em Taiwan. Ao longo das décadas subsequentes, a República da China tornou-se conhecida como "Taiwan", por conta do nome da ilha que compõe a maior parte de seu território de facto. A República da China participa da maioria dos fóruns e organizações internacionais com o nome "Taipé Chinesa" devido à pressão diplomática da China comunista. Este nome, por exemplo, foi o usado pelo país nos Jogos Olímpicos de Verão de 1984, além de também ser seu nome como observador da Organização Mundial de Saúde (OMS).

## História

### Pré-história

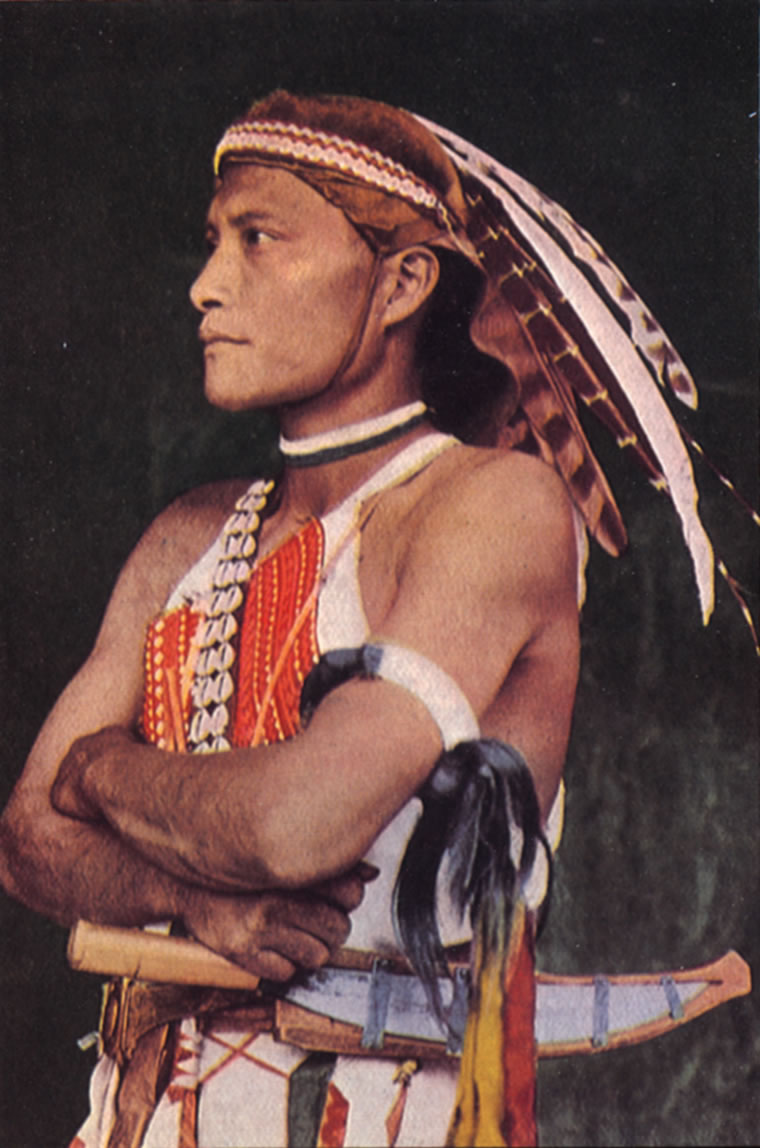
Um jovem tsou

A ilha de Taiwan era ligada ao continente asiático no Pleistoceno Superior, até que o nível do mar subiu cerca de 10 000 anos atrás. Restos humanos fragmentados encontrados na ilha datam de 20 000 a 30 000 anos atrás, bem como artefatos posteriores de uma cultura paleolítica.
Há mais de 8 000 anos, os primeiros austronésios estabeleceram em Taiwan. As línguas de seus descendentes, que são conhecidos como os aborígenes de Taiwan atualmente, pertencem à família das línguas austronésias, que também inclui as línguas malaio-polinésias abrangendo uma enorme família linguística, que inclui o tagalog das Filipinas, o malaio e indonésio de Malásia e Indonésia, o javanês de Java, o malgaxe de Madagascar e o Rapa Nui da Ilha de Páscoa.
As línguas indígenas de Taiwan apresentam uma diversidade muito maior do que as austronésias restantes juntas, levando linguistas a propor Taiwan como a urheimat da família, a partir do qual os povos marítimos dispersaram-se por todo o Sudeste da Ásia, Pacífico e Índico.
Os chineses han começaram a se estabelecer nas ilhas Pescadores no século XIII, mas tribos hostis da ilha e sua falta de recursos comerciais valorizados tornavam o local pouco atraente para todos, apenas para "aventureiros ocasionais ou pescadores envolvidos em comércio" até o século XVI.

### Colonização europeia e domínio chinês
A Companhia Holandesa das Índias Orientais tentou estabelecer um posto avançado de negociação nas ilhas Pescadores em 1622, mas foram militarmente derrotados e expulsos pelas autoridades Ming.

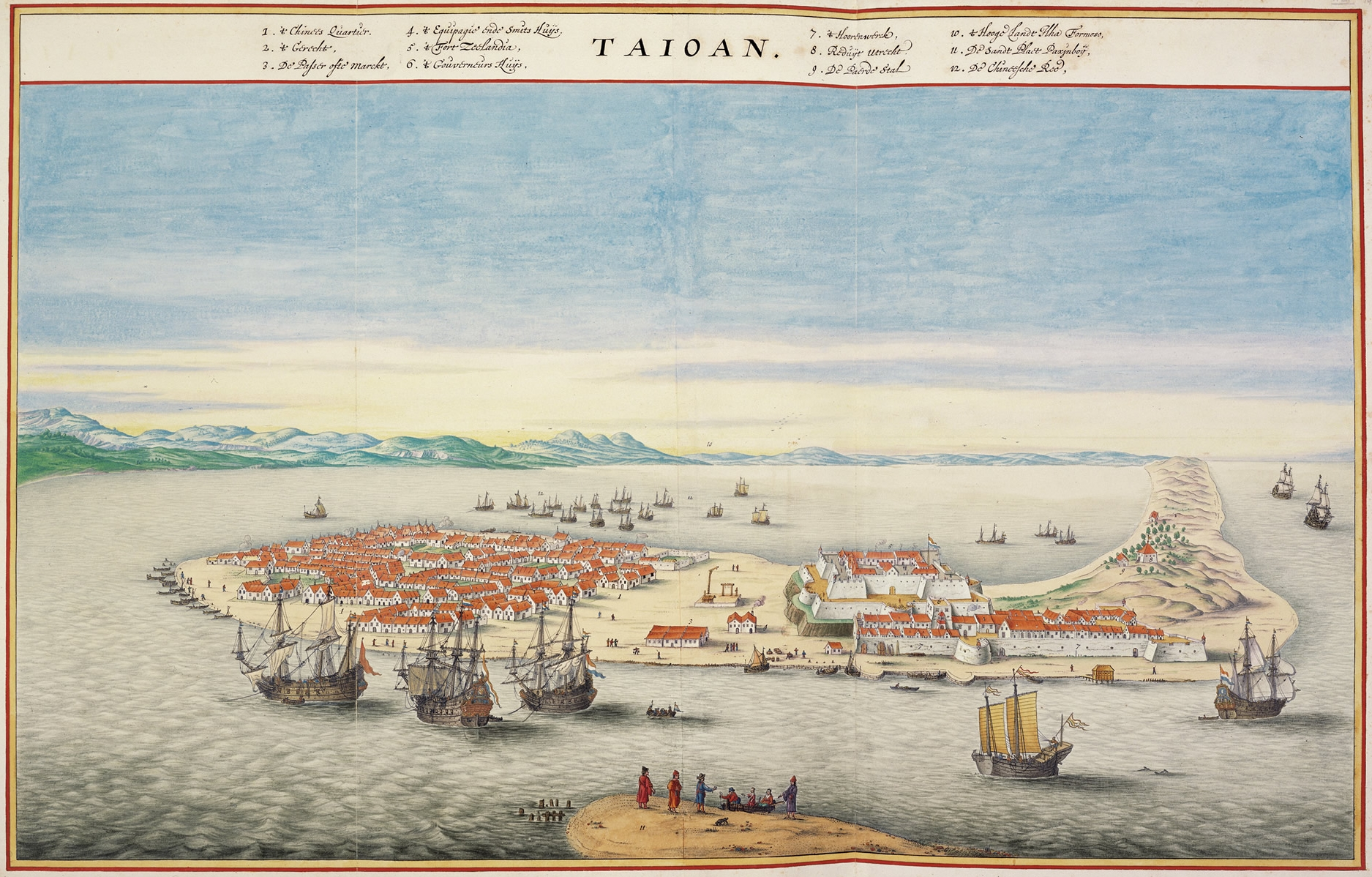
Visão geral de Forte Zeelândia

Em 1624, a empresa estabeleceu um reduto chamado Fort Zeelandia na ilhota costeira de Tayouan, que agora faz parte da ilha principal em Anping, Tainan. David Wright, um agente da empresa escocesa que viveu na ilha em 1650, descreveu as áreas mais baixas da região como sendo dividida entre 11 tribos, que variavam em tamanho. Algumas delas caíram sob o controle holandês, enquanto outras permaneceram independentes. A Companhia começou a importar trabalhadores de Fujian e Pescadores, muitos dos quais se estabeleceram no local.
Em 1626, os espanhóis desembarcaram e ocuparam no norte da ilha de Taiwan, nos portos de Keelung e Tamsui, como uma base para aumentar o comércio. Este período colonial durou 16 anos, até 1642, quando a última fortaleza espanhola caiu sob controle holandês. Após a queda da dinastia Ming, Koxinga (Zheng Chenggong), um autodenominado apoiante dos Ming, chegou à ilha e capturou Fort Zeelandia em 1662, expulsando o governo e os militares holandeses da ilha. Koxinga estabeleceu o Reino de Tungning (1662–1683), com sua capital em Tainan. Ele e seus herdeiros, Zheng Jing, que governou 1662–1682, e Zheng Keshuang, que governou menos de um ano, continuaram a lançar ataques à costa sudeste da China continental, na dinastia Qing.
Em 1683, após a derrota do neto de Koxinga por uma armada liderada pelo almirante Shi Lang, do sul de Fujian, a dinastia Qing anexou formalmente a ilha de Taiwan, colocando-a sob a jurisdição da província de Fujian. O governo imperial Qing tentou reduzir a pirataria na área e emitiu uma série de editais para gerir a imigração e respeitar os direitos de terras indígenas. Imigrantes, na maior parte do sul de Fujian, continuaram a entrar na ilha. Com o tempo, algumas culturas nativas foram absorvidas pelos chineses, enquanto outras tribos se retiraram para as montanhas. Durante esta época, houve uma série de conflitos entre os grupos de chineses de diferentes regiões do sul de Fujian e aborígenes.

### Domínio japonês e Guerra Civil Chinesa

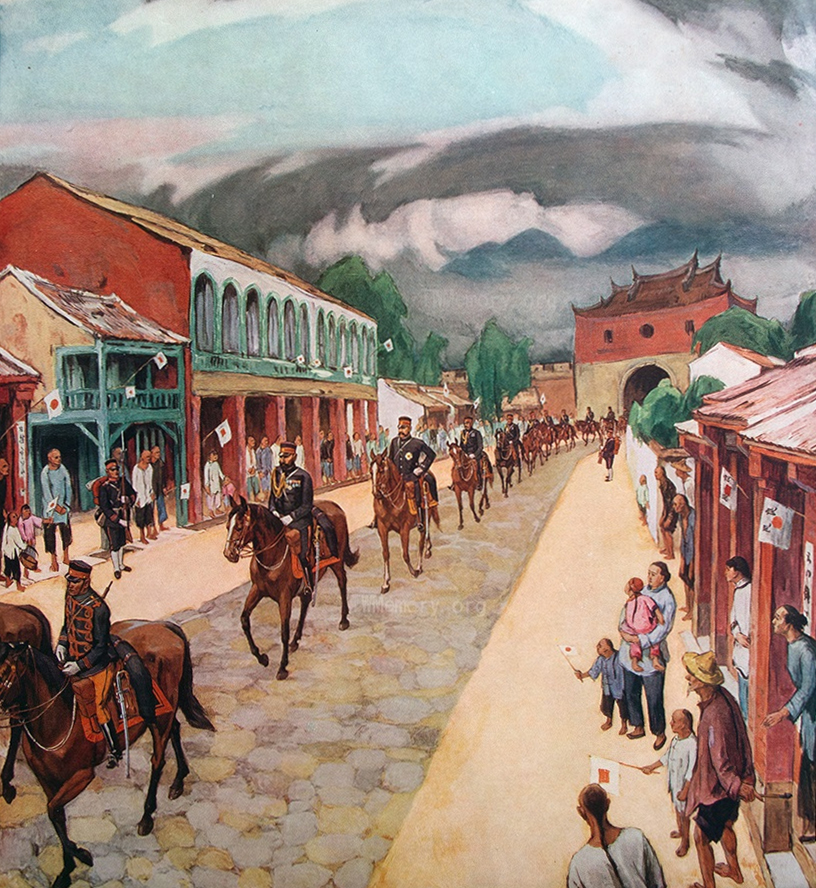
Soldados japoneses entrando em Taipé após o Tratado de Shimonoseki

Após a derrota chinesa na Primeira Guerra Sino-Japonesa, a ilha chegou a ser ocupada pelo Japão, a título de indenização, pelo Tratado de Tientsin (ou Tianjin), que iniciou um processo de ocupação e colonização. A forte resistência inicial dos chineses de Taiwan contra a colonização japonesa foi derrotada militarmente, após cerca de 14 000 chineses e taiuaneses mortos e um acordo de uma parte da elite local com os invasores japoneses.
Entretanto, entre o fim do século XIX e os anos 1930 ocorreram muitas rebeliões contra a ocupação japonesa, algumas das quais resultaram em milhares de mortos. Sem mencionar diversas outras estratégias de resistência. A China continental se dividiu em vários governos regionais menores no período seguinte, após o fim da monarquia em 1912. A ocupação japonesa de Taiwan perdurou até o final da Segunda Guerra Mundial.
Após a Rendição do Japão, em 15 de agosto de 1945, a ilha de Taiwan retornou ao controle da República da China, cuja formalização se deu mais tarde, pelo Tratado de Paz de São Francisco em 1951. Em maio de 1950, após a derrota das forças nacionalistas lideradas pelo General Chiang Kai-Shek na Guerra Civil Chinesa (entre 1947 e 1949), os nacionalistas se retiraram para a ilha de Taiwan, e ali estabeleceram a sede administrativa do governo da República da China. Embora os nacionalistas tenham perdido o controle territorial da China continental e, mais tarde, perdido a representação no assento no Conselho Permanente da ONU em 1971, eles se consideram ainda, de direito, como legítimos representantes da nação chinesa sob a bandeira da República da China.

### Regime unipartidário

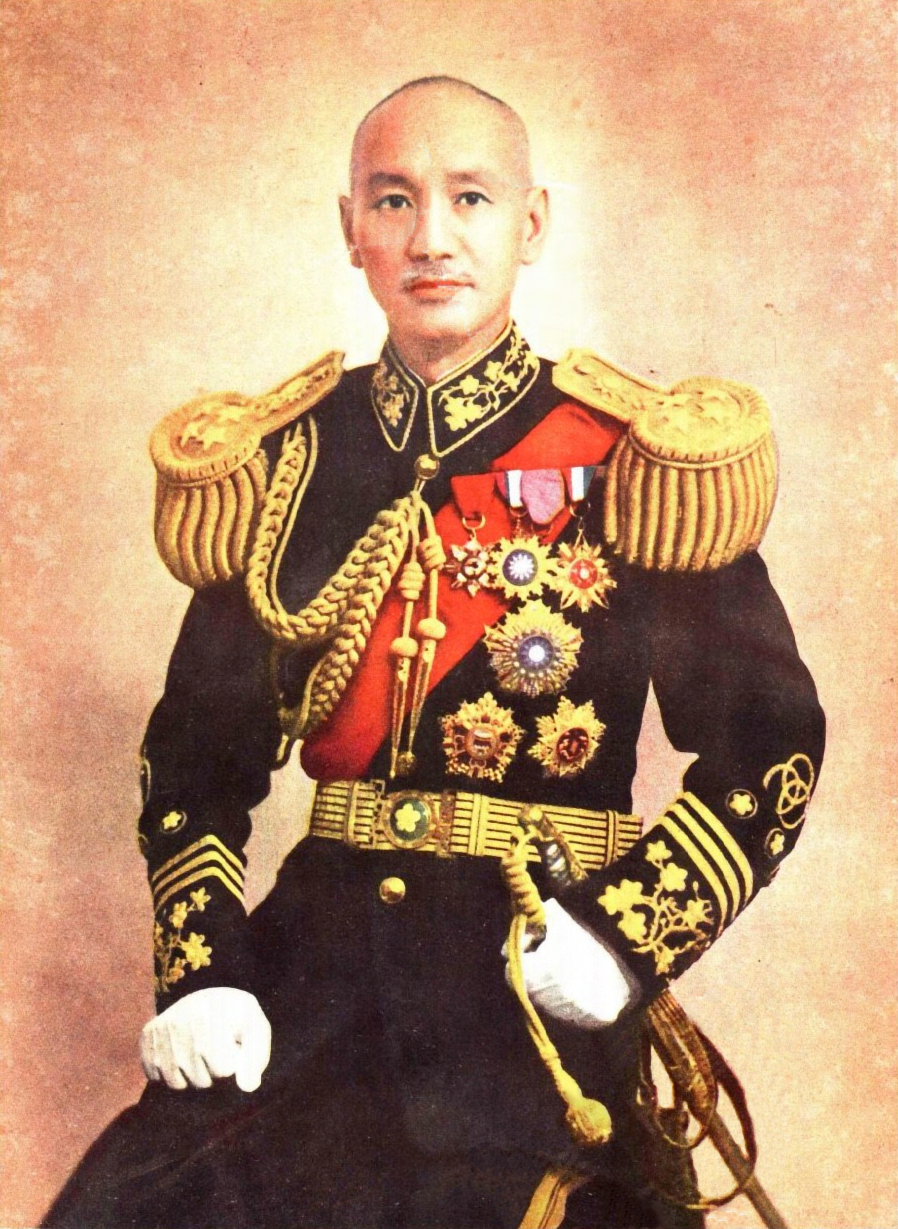
O general Chiang Kai-shek, que liderou as forças nacionalistas durante a Guerra Civil Chinesa

Depois de ver-se obrigado a abandonar a China continental, derrotado pelas tropas do Exército de Liberação Popular do Partido Comunista da China liderado por Mao Zedong, o generalíssimo Chiang Kai-shek reorganizou a cúpula do partido nacionalista Kuomintang na ilha de Taiwan, onde já meses antes da derrota definitiva se haviam estabelecido muitos membros da administração do estado republicano, em busca de um lugar seguro desde onde pudessem organizar a luta contra as tropas do Partido Comunista da China, que avançavam na sua marcha para a vitória total. A vitória dos comunistas na guerra civil empurrou para o exílio em Taiwan aproximadamente dois milhões de chineses do continente. As instituições da República da China, com a sua constituição aprovada em 1947, mantiveram a sua existência na pequena ilha.
Oficialmente, o estado encabeçado por Chiang Kai-shek, que havia recuperado o cargo de Presidente da República (depois do breve mandato de Li Zongren), mantinha-se em estado de guerra devido ao que oficialmente se designou como "rebelião comunista" na China continental. A cidade de Taipei, centro político e administrativo da ilha de Taiwan desde o final do século XIX, foi declarada capital provisória da República da China, enquanto a capital constitucional continuava e segue sendo a cidade continental de Nanjing. Apesar da superioridade militar do bando comunista ao final de 1949, o estalar da Guerra da Coreia levou os Estados Unidos, temerosos de uma expansão comunista na Ásia Oriental, a oferecer apoio militar a Taiwan. Este apoio estado-unidense, consistiu em tropas estacionadas na ilha, juntamente aos navios da Sétima Frota da marinha que patrulhavam o estreito de Taiwan, o que evitou que a República Popular tentasse a invasão da ilha.
A República da China encontrava-se oficialmente em guerra depois de 1949, o qual pôs em suspenso muitas das garantias constitucionais consagradas na constituição de 1947 em matéria de direitos humanos, civis e políticos. A lei marcial foi mantida em vigor na ilha até ao dia 15 de julho de 1987. Durante todo este tempo, o regime de Chiang Kai-shek exerceu uma governação autoritária, sob a ameaça constante de uma possível invasão por parte da República Popular da China. O carácter autoritário do regime apoiou-se na existência de uma polícia política a qual se acusa de numerosas violações de direitos humanos, principalmente detenções de opositores políticos partidários da independência de Taiwan. Esta polícia política esteve dirigida por Chiang Ching-kuo, filho de Chiang Kai-shek.

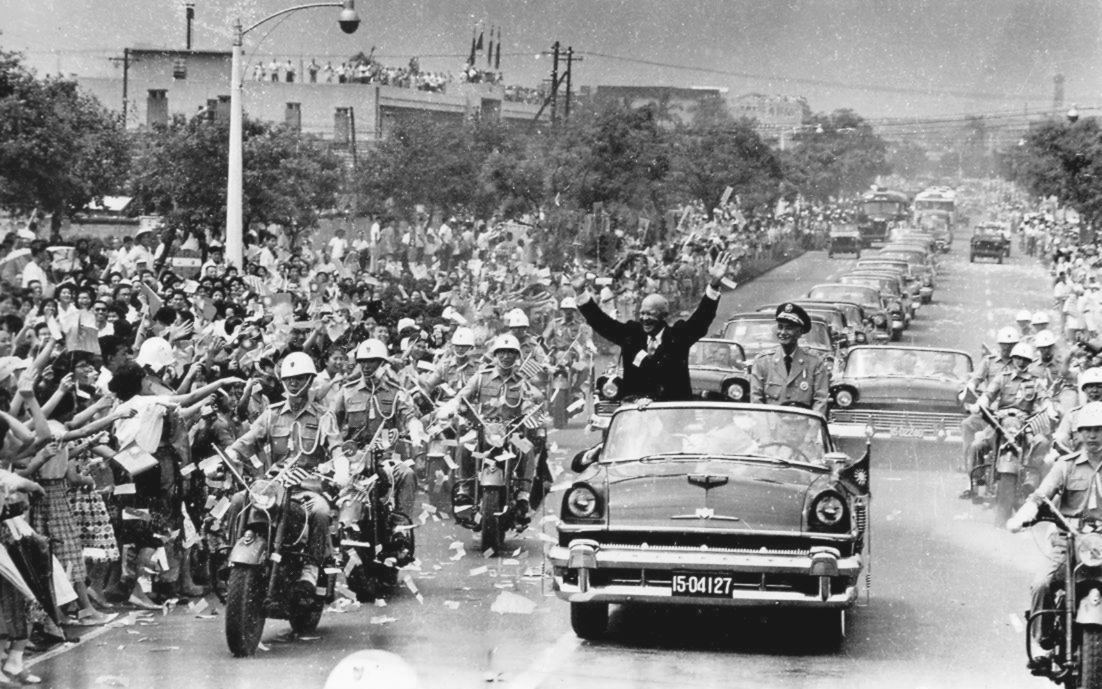
Dwight D. Eisenhower, então Presidente dos Estados Unidos, durante sua visita a Taipé em junho de 1960

Enquanto no plano político o regime instalado em Taiwan exerceu uma governação de marcado carácter autoritário durante a presidência de Chiang Kai-shek, a economia de Taiwan viveu uma etapa de esplendor, com um intenso crescimento que, num primeiro momento, foi impulsionado pela reforma agrária que levou a cabo o governo nos primeiros anos da sua etapa em Taiwan. Esta reforma agrária deu lugar a um crescimento muito destacado na capacidade produtiva do campo de Taiwan, o qual levaria a uma melhora substancial do nível de vida no meio rural. O governo de Chiang Kai-shek manteve a sua oposição a qualquer tipo de reconhecimento do regime comunista da República Popular fazendo questão de que a República da China era a única e verdadeira China, a "China livre".
Enquanto os países do bloco socialista reconheceram a República Popular já em 1949, muitos países do mundo continuaram a reconhecer a República da China como governo legítimo de toda a China até aos anos 1970. Isto permitiu à governação do Kuomintang manter o assento correspondente à China nas Nações Unidas até 1971. Durante este tempo, a República da China negou-se a permitir qualquer tipo de acesso às Nações Unidas tanto da República Popular da China como da República Popular da Mongólia (atual República da Mongólia), esta última considerada também território chinês pela constituição de 1947. No dia 23 de novembro de 1971, o assento correspondente à China nas Nações Unidas passou a ser ocupado pela República Popular Chinesa.

### Reformas democráticas

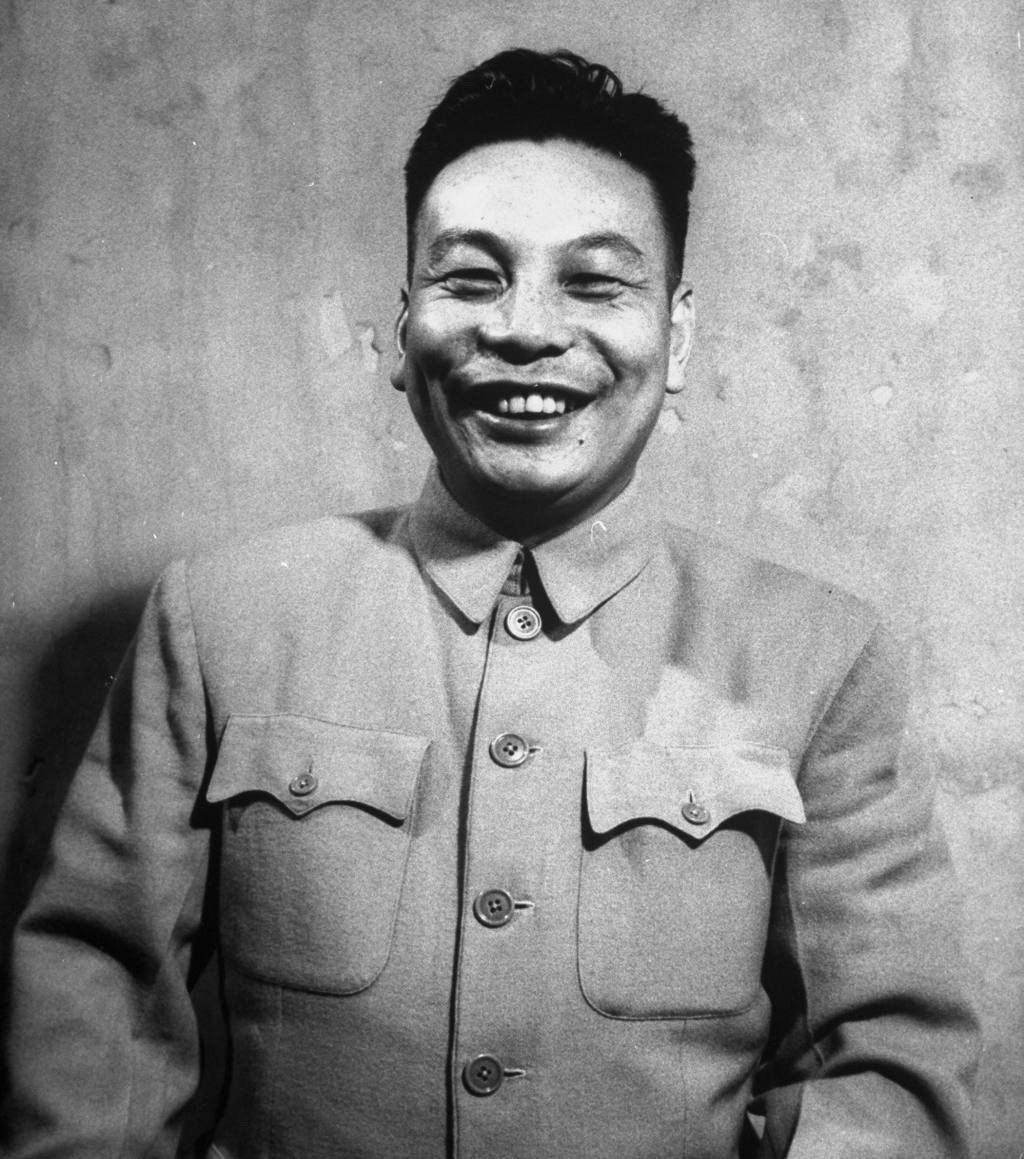
Chiang Ching-kuo fez grandes reformas democráticas em Taiwan depois da morte do seu pai, o general Chiang Kai-shek

Após a morte de Chiang Kai-shek em 1975, o vice-presidente Yen Chia-kan assumiu o cargo de presidente. No entanto, o verdadeiro homem forte do regime era Chiang Ching-kuo, que relevou o seu pai como presidente do partido e acederia também à presidência da República em Maio de 1978, depois de substituir finalmente a Yen Chia-kan. Durante a época de governação de Chiang Ching-kuo acelerou-se o crescimento económico, o qual levou a que Taiwan passasse a ser um dos territórios mais industrializados e desenvolvidos da Ásia. Esta transformação económica, unida a uma aceitação crescente de que o regime da república nunca voltaria a controlar o "continente" chinês, levaram a um progressivo levantamento das medidas repressivas, e começaram-se a tolerar as opiniões discrepantes com a linha oficial bem como as reuniões de movimentos de oposição ao Kuomintang.
Em Dezembro de 1978, o presidente dos Estados Unidos Jimmy Carter anunciou que os Estados Unidos deixava de reconhecer a República da China como governação legítima da China, transferindo o reconhecimento diplomático à República Popular da China, como já haviam feito as Nações Unidas e a maior parte dos países do mundo. Apesar de os Estados Unidos reconhecerem a República Popular da China, o Congresso estado-unidense aprovou a Lei de Relações com Taiwan, que confirmava a continuação do apoio militar à República da China. Assim, após três décadas de separação, o sonho de Chiang Kai-shek de que o sistema comunista acabaria por ser derrubado no continente e que a República da China voltaria vitoriosa a assumir o controlo sobre toda a China deu passo a uma época de abertura e realismo político na qual os dirigentes da República da China começaram a assumir a sua condição de governo de Taiwan. A lei marcial foi levantada a 15 de julho de 1987, e Chiang Ching-kuo morreu a 13 de janeiro de 1988.
Após a morte de Chiang Ching-kuo, o seu sucessor Lee Teng-hui, taiuanês de nascimento e educado no Japão, acelerou as reformas democráticas e, apesar da sua condição de líder do partido nacionalista chinês Kuomintang, promoveu, desde o poder, a reafirmação de uma identidade taiuanesa diferenciada da China. A continuação das reformas democráticas em Taiwan levou à legalização dos partidos políticos da oposição. Estas reformas culminaram nas eleições presidenciais de 1996, nas quais, pela primeira vez, os taiuaneses puderam eleger o seu presidente por sufrágio universal. Nessas eleições, Lee Teng-hui foi reeleito como presidente da República da China.

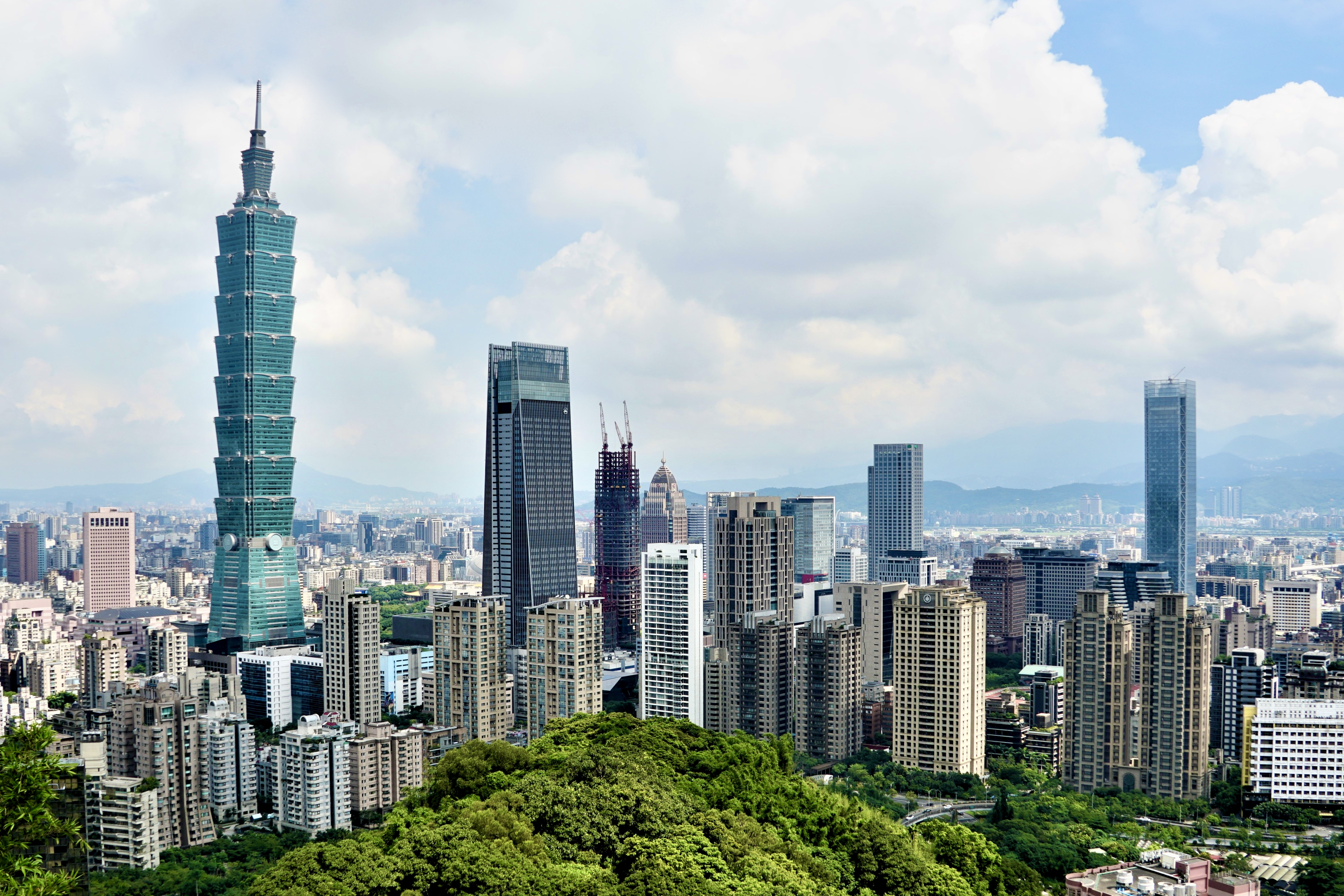
A partir da década de 1960, Taiwan tornou-se um próspero e industrializado país desenvolvido. Tornou-se conhecido como um dos Quatro Tigres Asiáticos

No ano 2000, celebraram-se as segundas eleições presidenciais, que foram ganhas por Chen Shui-bian, líder do Partido Progressista Democrático formada por vários partidos da oposição partidários da independência formal de Taiwan. Desta maneira, o Kuomintang era desalojado da presidência pela primeira vez desde o estabelecimento da República da China na ilha. Muitos seguidores do Kuomintang culparam da derrota o ex-presidente Lee Teng-hui, acusando-o de deslealdade ao apoiar as posições independentistas da oposição contrária à ideologia do seu próprio partido. Lee acabaria abandonando o Kuomintang e fundando o seu próprio partido de ideologia marcadamente independentista. A manifestação concentrou sobretudo os partidários da independência formal de Taiwan, que se identificam com a cor verde. O presidente Chen Shui-bian e a vice-presidente Annette Leu foram reeleitos nas eleições do ano 2004, marcadas como em ocasiões anteriores pelas ameaças da República Popular da China de invadir Taiwan em caso de uma declaração formal de independência.
Em 14 de março de 2005, a República Popular da China aprovou a Lei Anti-secessão que contempla a intervenção armada em caso de uma declaração formal de independência de Taiwan. Estes acontecimentos levaram a uma suavização da retórica independentista dos atuais governantes de Taiwan. A opinião maioritária na ilha parece favorecer a manutenção do status quo no futuro.

## Geografia

### Geomorfologia e hidrografia

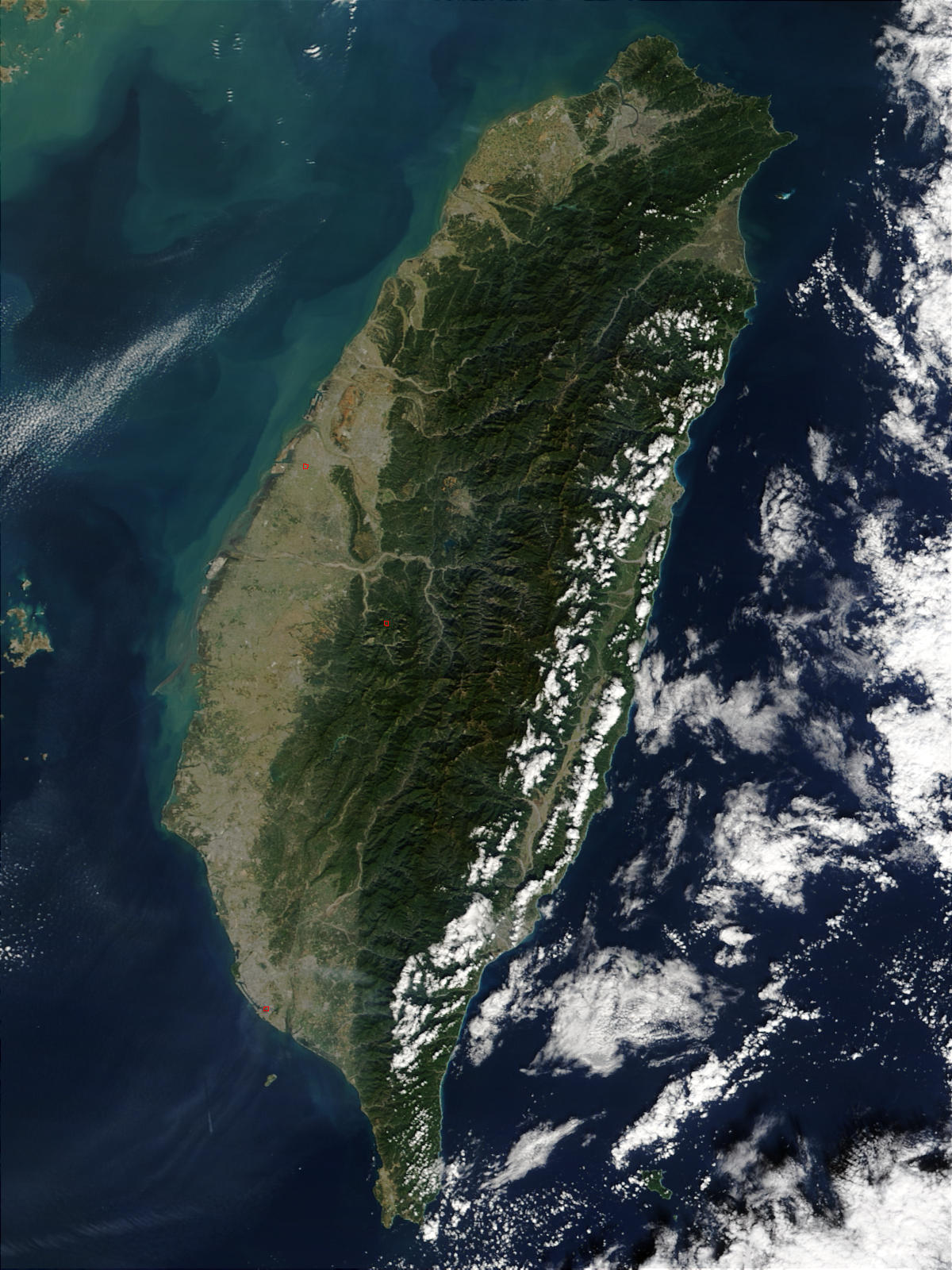
A ilha de Taiwan é majoritariamente montanhosa ao leste, com planícies ligeiramente inclinadas no oeste. As Ilhas Pescadores estão a oeste de Taiwan (NASA)

A ilha de Taiwan fica a cerca de 180 quilômetros da costa sudeste da China, através do estreito de Taiwan e tem uma área de 35 881 quilômetros quadrados. Se incluídas as ilhas Pescadores, que agora são um condado nominal administrado pelo governo da República da China, a área de Taiwan é de 36 008 quilômetros quadrados.
O mar da China Oriental fica ao norte, o mar das Filipinas a leste, o estreito de Luzon ao sul e o mar da China Meridional a sudoeste. A ilha é caracterizada pelo contraste entre o leste, que consiste principalmente de montanhas escarpadas que ficam em cinco cordilheira que vão do norte ao extremo sul da ilha, e o suavemente ondulado planalto Chianan no oeste, que também é o lar da maior parte da população de Taiwan. O ponto mais alto de Taiwan é a montanha Yu Shan, com 3 952 metros, e há cinco outros picos com mais de 3 500 metros. Isto torna Taiwan a quarta ilha mais alta do mundo.
O Parque Nacional Taroko, localizado no lado montanhoso oriental da ilha, tem bons exemplos de terreno montanhoso, desfiladeiros e erosão causada por um rio que flui rapidamente. A forma da ilha principal de Taiwan é semelhante a de uma batata-doce, se observada na direção sul-norte.
A fertilidade dos solos com possível proveito para a agricultura intensiva não passa além de um quarto da área insular e uma grande erosão prejudicou em boa parte as montanhas. Os rios são de pouco comprimento e de torrentes, com imensas cheias e pronunciação de estiagens. A distância no sentido oeste-leste entre Taiwan e o sul da Baixa Califórnia é de 12 410 km, atravessando o Oceano Pacífico.

### Clima

Taiwan segundo a classificação climática de Köppen-Geiger

Taiwan fica no Trópico de Câncer e seu clima geral é tropical marinho. As regiões norte e central são subtropicais, enquanto o sul é tropical e as regiões montanhosas são temperadas.
A precipitação média é de 2 600 milímetros por ano para a ilha propriamente dita; a estação chuvosa é concomitante com o início da monção de verão do Leste Asiático em maio e junho. Toda a ilha experimenta um clima quente e úmido de junho a setembro. Os tufões são mais comuns em julho, agosto e setembro.
Durante o inverno (novembro a março), a região nordeste experimenta chuvas constantes, enquanto as partes central e sul da ilha são principalmente ensolaradas. A monção de verão (de maio a outubro) é responsável por 90% da precipitação anual no sul, mas apenas 60% no norte.
Devido às mudanças climáticas, a temperatura média em Taiwan aumentou 1,4°C nos últimos 100 anos, o que é o dobro do aumento da temperatura mundial. A meta do governo de Taiwan é reduzir as emissões de carbono em 20% em 2030 em comparação com os níveis de 2005 e em 50% em 2050 em comparação com os níveis de 2005. As emissões de carbono aumentaram 0,92% entre 2005 e 2016.

## Demografia

Densidade demográfica do território do país

A população de Taiwan é estimada em cerca de 23,5 milhões de pessoas, sendo que a maioria mora na ilha principal do país. O restante vive nas Ilhas Pescadores (100 400), Kinmen (120 713) e as ilhas Matsu (12 165).

### Grupos étnicos
O governo da RC estima que mais de 95% da população seja composta por chineses da etnia han, dos quais a maioria inclui descendentes dos primeiros imigrantes que chegaram a Taiwan em grande número a partir do século XVII. Alternativamente, os grupos étnicos de Taiwan pode ser dividido entre os taiuaneses (84%, incluindo os hacá), chineses continentais (14%) e os povos nativos (2%).
O povo hoklo é o maior subgrupo da etnia han (70% da população total), cujos antepassados migraram da região costeira do sul de Fujian no estreito de Taiwan a partir do século XVII. Os hacá compreendem cerca de 15% da população total e descendem de migrantes han de Guangdong. Grupos adicionais de origem han incluem 2 milhões de nacionalistas que fugiram para Taiwan após a vitória comunista no continente em 1949.
Os nativos de Taiwan são estimados em 533 600 pessoas e são divididos em 16 grupos étnicos reconhecidos: amis, atayal, bunun, kanakanavu, kavalan, paiwan, puyuma, rukai, saisiyat, saaroa, sakizaya, sediq, thao, truku e tsou. Eles vivem principalmente na parte oriental da ilha.

### Línguas

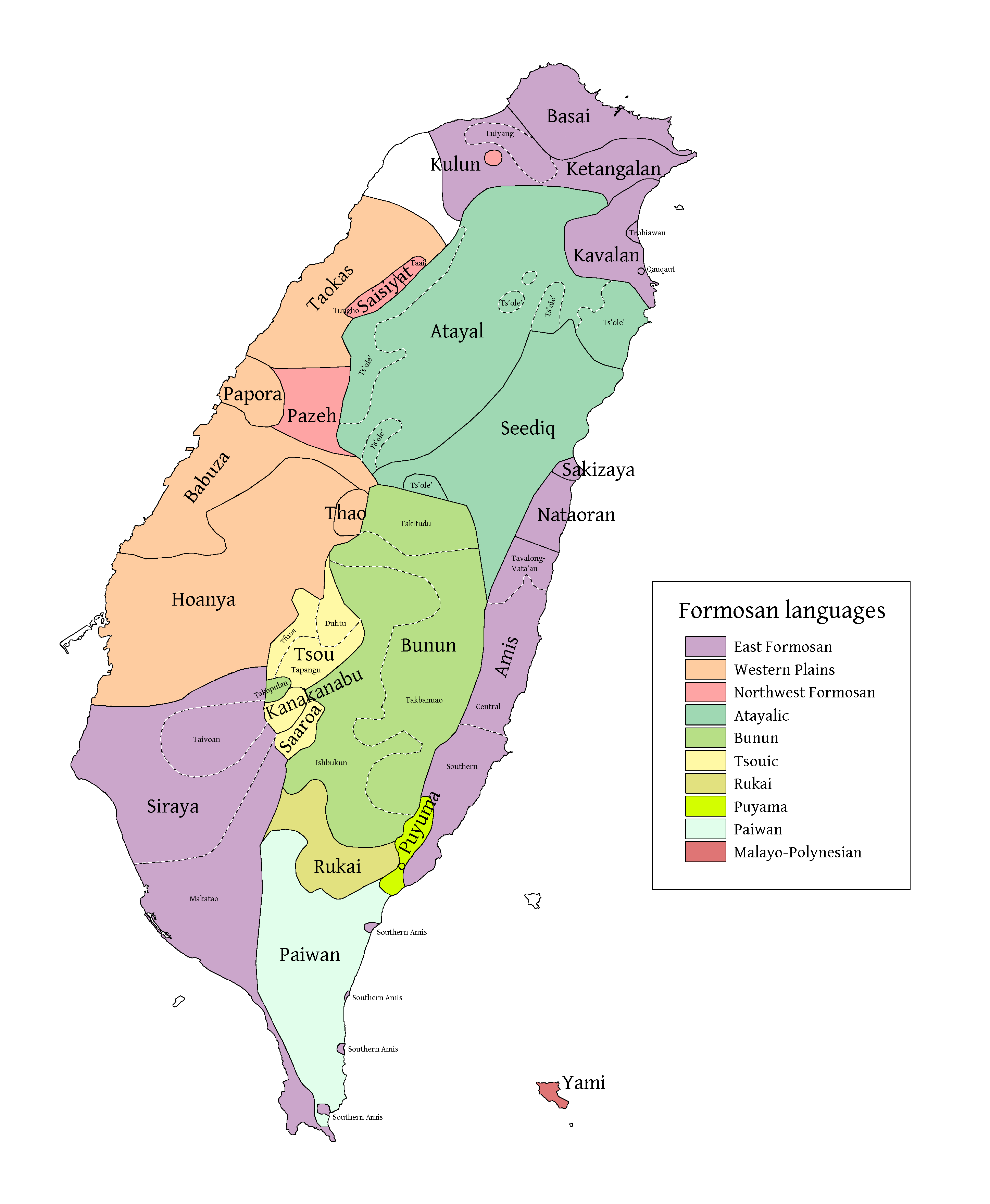
Mapa das línguas formosanas

O mandarim é a língua oficial e é falado pela maioria da população de Taiwan. O idioma tem sido a principal língua de instrução nas escolas desde o fim do domínio japonês. Tal como em Hong Kong e Macau, o chinês tradicional é usado como o sistema de escrita padrão do país.
Cerca de 70% da população pertencente ao grupo étnico hoklo, que fala o idioma taiuanês (uma variante da língua Min Nan da província chinesa de Fujian) como língua materna, além do mandarim, e muitos outros povos também têm algum grau de compreensão. A etnia hacá (15% da população) usam a língua hacá. Embora o mandarim seja a língua de instrução nas escolas e domine a mídia, outras línguas ou dialetos estão a passar por um renascimento na vida pública em Taiwan, particularmente desde que as restrições à sua utilização foram retiradas na década de 1990.
O idioma nativo de Taiwan, as línguas formosanas, não pertence à família de línguas chinesas ou sino-tibetanas, mas sim à família austronésia. A sua utilização entre os grupos minoritários indígenas de Taiwan, tem entrado em declínio com o aumento do uso do mandarim. Das 14 línguas existentes, cinco são consideradas ameaçadas de extinção.

### Religião

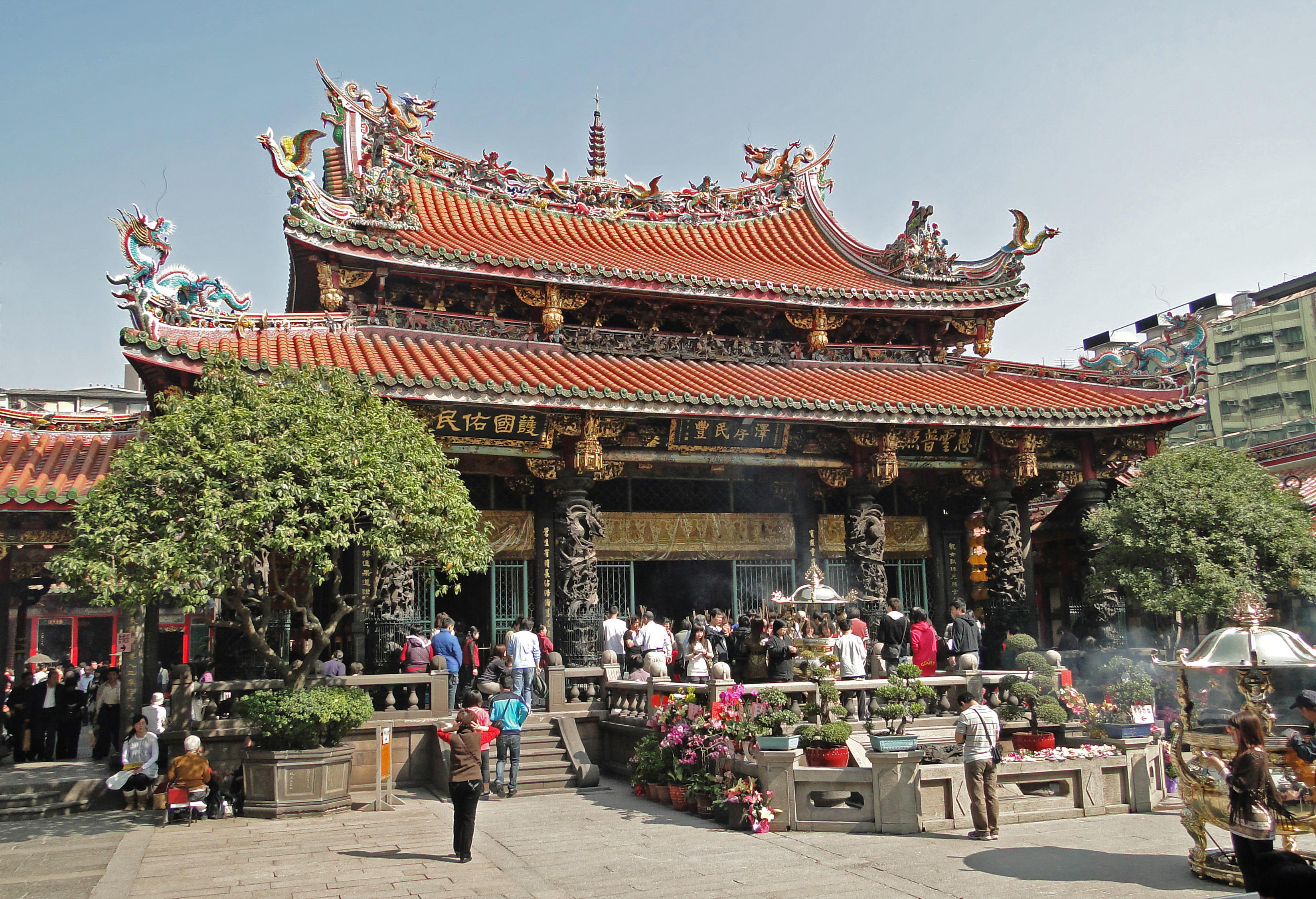
Templo budista Mengjia Longshan em Taipé

A Constituição da República da China protege a liberdade de religião e as práticas de crença. Havia aproximadamente 18 718 600 seguidores religiosos em Taiwan em 2005 (81,3% da população total) e entre 14% a 18% de pessoas irreligiosas. De acordo com o censo de 2005, das 26 religiões reconhecidas pelo governo da RC, as cinco maiores são: budismo (8,086 milhões ou 35,1%), taoismo (7,6 milhões ou 33%), yiguandao (810 000 ou 3,5%), protestantismo (605 000 ou 2,6%) e o catolicismo romano (298 000 ou 1,3%).
A CIA World Factbook relata que mais de 93% dos taiwaneses são adeptos de uma combinação da politeísta religião tradicional chinesa, do budismo, do confucionismo e do taoismo; 4,5% são adeptos do cristianismo, que inclui protestantes, católicos e outros grupos cristãos não confessionais; e menos do que 2,5% são adeptos de outras religiões. Os aborígenes de Taiwan constituem um subgrupo notável entre os cristãos professos: "[…] mais de 64% se identificam como cristãos […] os edifícios de igrejas são os marcadores mais óbvios de aldeias aborígenes, distinguindo-as das aldeias de taiwaneses ou hacás. A maioria dos 200 000 imigrantes indonésios são muçulmanos, enquanto os filipinos são cristãos. A Igreja de Jesus Cristo dos Santos dos Últimos Dias (Mórmon) reivindica 43 000 fiéis e 94 locais de culto em 2007, embora sua prática proíba o chá, que é muito presente na cultura local.
No mesmo bairro de Taipei, um templo mórmon de tamanho impressionante convive com a Igreja Católica da Sagrada Família e a Grande Mesquita; a Santa Sé, não reconhecida pela República Popular da China, manteve seus laços com Taiwan. Em agosto de 2017, Taiwan reconheceu administrativamente a Igreja Humanista Pastafariana como uma religião, com o reconhecimento entrando em vigor em novembro de 2017.
O confucionismo é uma filosofia que lida com ética moral secular e é a base da cultura chinesa e taiwanesa. A maioria dos habitantes do país costumam combinar os ensinamentos morais seculares do confucionismo com os da religião aos quais são filiados. Em 2009, havia 14 993 templos em Taiwan, sendo que 9202 destes eram dedicados ao taoísmo. Em 2008, Taiwan tinha 3 262 igrejas.

### Diversidade sexual

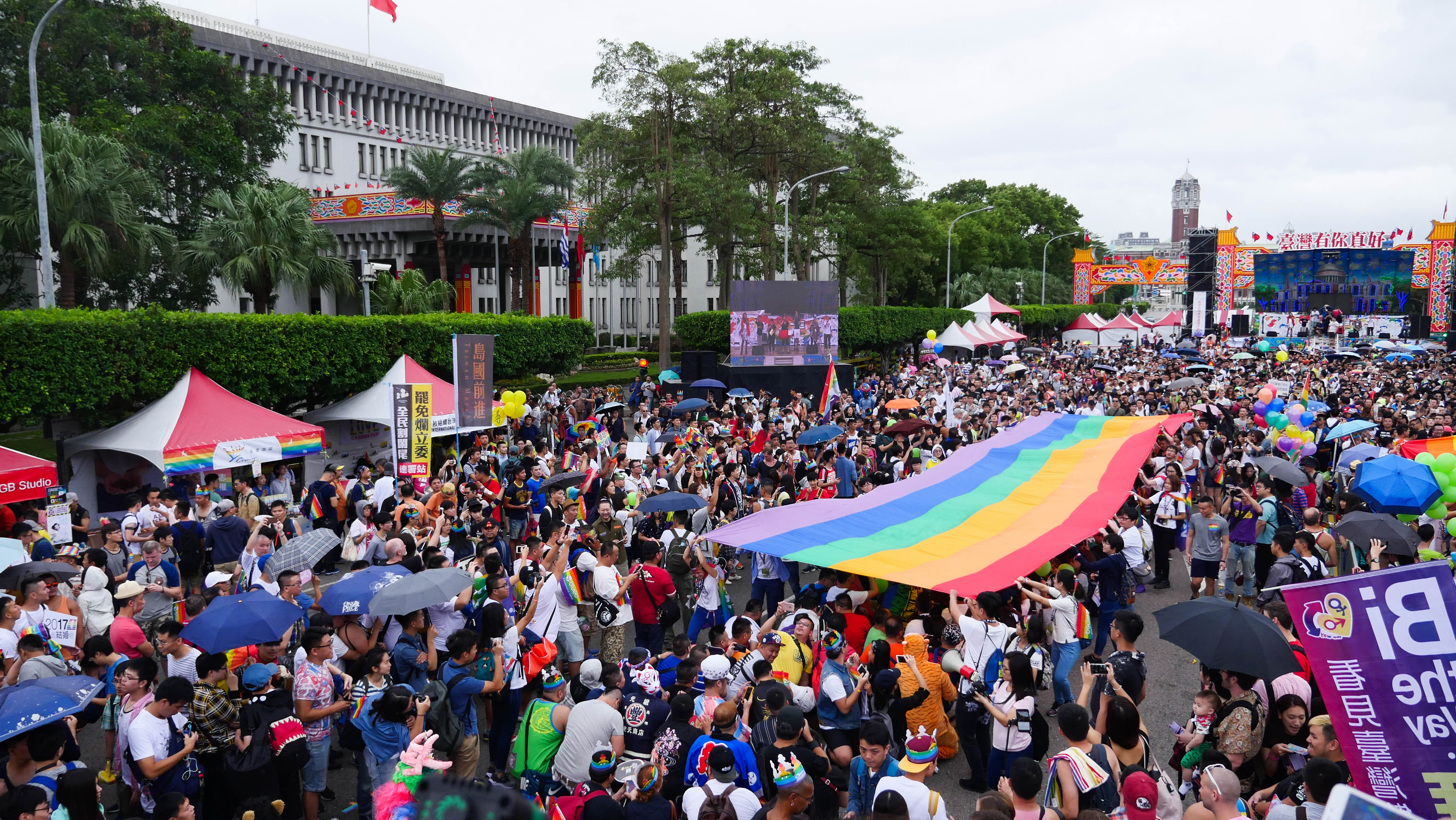
Taiwan Pride, a maior parada LGBT do leste da Ásia

Em 24 de maio de 2017, o Tribunal Constitucional decidiu que as leis de casamento vigentes estavam violando a Constituição ao negar aos casais do mesmo sexo de Taiwan esse direito, determinando que, se o Yuan Legislativo não aprovasse emendas adequadas às leis de casamento de Taiwan dentro de dois anos, os casamentos entre pessoas do mesmo sexo se tornariam automaticamente legais.
Em 17 de maio de 2019, o parlamento de Taiwan aprovou um projeto de lei que legaliza o casamento entre pessoas do mesmo sexo, tornando-o o primeiro país da Ásia a fazê-lo.
Taiwan tem um parada do orgulho LGBT, a Taiwan Pride, que atualmente detém o recorde de maior evento LGBT no leste da Ásia, rivalizando com parada LGBT de Tel Aviv em Israel. O evento atrai mais de 200 000 pessoas para demonstrar a igualdade de direitos para as pessoas LGBT. O evento é organizado pela Comunidade do Orgulho LGBT de Taiwan e é realizado no último domingo de outubro.

## Governo e política

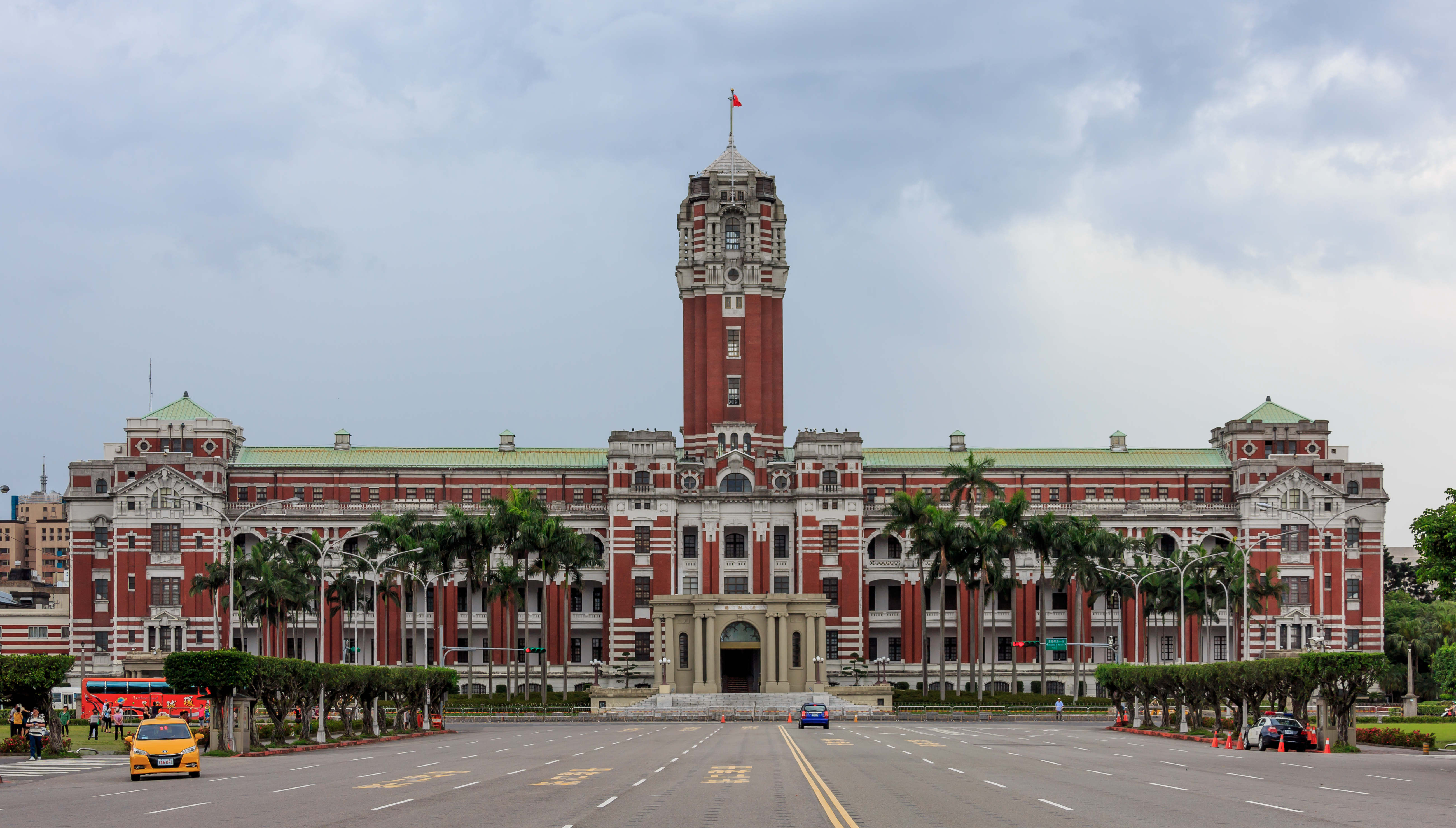
Palácio Presidencial em Taipé, residência oficial do presidente de Taiwan desde 1950

A constituição da República da China foi criada com os "Três Princípios do Povo", que afirmam que a RC "deve ser uma república democrática do povo, para ser governada pelo povo e para o povo". O governo está dividido em cinco ramos administrativos (Yuan): o executivo, o legislativo, o judiciário, a agência de auditoria e a agência de concurso público. As coalizões Pan-azul e Pan-verde são atualmente os blocos políticos dominantes no país.
O chefe de Estado e comandante-em-chefe das forças armadas é o presidente, que é eleito por sufrágio universal para um máximo de dois mandatos de quatro anos de duração. O presidente tem autoridade sobre o Yuan e nomeia os membros do de seu gabinete, incluindo um primeiro-ministro, que é oficialmente o presidente do Yuan Executivo; membros são responsáveis pela política e administração.
O principal órgão legislativo é o Yuan Legislativo unicameral com 113 assentos. Setenta e três são eleitos por voto popular a partir de círculos uninominais; trinta e quatro são eleitos com base na proporção de votos que receberam em todo o país; e seis são eleitos de duas circunscrições aborígenes de três membros. Os membros têm mandato de quatro anos. Originalmente, a Assembleia Nacional, como uma convenção constitucional, realizava algumas funções parlamentares, mas ela foi abolida em 2005, com o poder de emendas constitucionais entregues ao Yuan Legislativo e a todos os eleitores da república através de referendos.

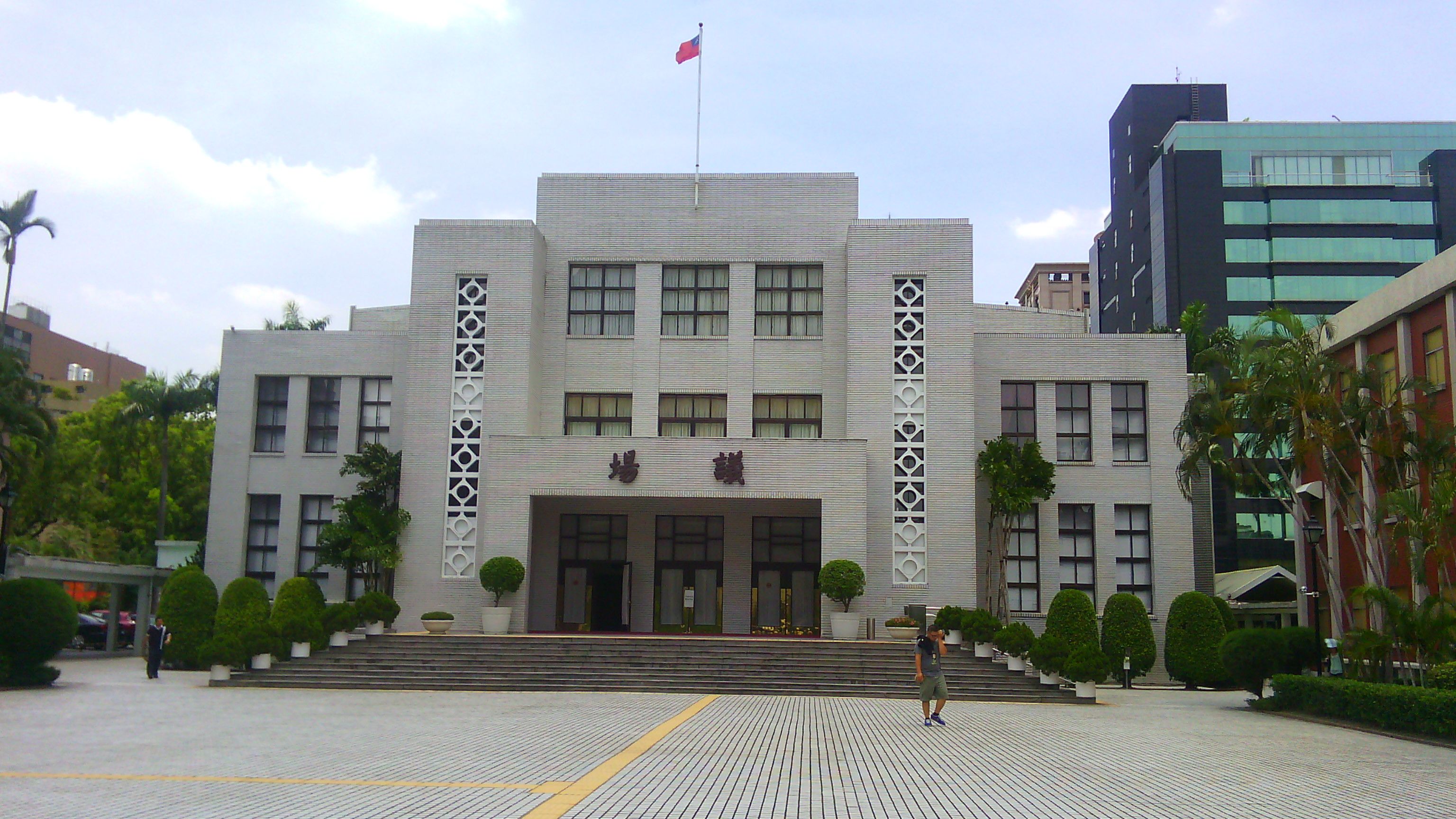
Sede do Yuan Legislativo, poder legislativo unicameral de Taiwan

O primeiro-ministro é selecionado pelo presidente sem a necessidade de aprovação do legislativo, mas os legisladores podem aprovar leis de maneira independente do presidente, sem que nem ele nem o primeiro-ministro possam exercer o poder de veto. Assim, há pouco incentivo para o presidente e o legislativo negociar sobre a legislação se forem de partidos de oposição. Em 2000, após a eleição do Chen Shui-bian, da coalização Pan-verde, como presidente, novas legislações repetidamente travaram por conta do impasse com o Yuan Legislativo, que era controlado por maioria da coalizão Pan-azul. Historicamente, a RC foi dominada por uma forte política de partido único. Este legado resultou em poderes executivos concentrado no cargo do presidente, em vez do primeiro-ministro, apesar da constituição de Taiwan não afirmar explicitamente a extensão do poder executivo do presidente.
O Yuan Judiciário é o órgão máximo do poder judiciário. Ele interpreta a constituição e outras leis e decretos do país, julga processos administrativos e funcionários públicos. O presidente e o vice-presidente do judiciário e treze juízes adicionais formam o Conselho das Grandes Justiças. Eles são indicados e nomeados pelo presidente, com o consentimento do Yuan Legislativo. O mais alto tribunal, o Supremo Tribunal de Justiça, é composto por várias divisões civis e criminais, cada uma das quais formada por um juiz presidente e quatro juízes associados, todos nomeados de maneira vitalícia. Em 1993, um tribunal constitucional em separado foi estabelecido para resolver disputas constitucionais, regular as atividades dos partidos políticos e acelerar o processo de democratização de Taiwan. Não há julgamento por júri, mas o direito a um julgamento público e justo é garantido pela lei e respeitado na prática; muitos casos são presididos por vários juízes. A pena de morte ainda é utilizada no país, embora esforços tenham sido feitos pelo governo para reduzir o número de execuções. No entanto, de acordo com uma pesquisa realizada em 2006, cerca de 80% dos habitantes do país ainda queriam manter este tipo de penalidade.

### Estatuto político

Votação da Resolução 2758 (1971) da Assembleia Geral das Nações Unidas
A favor (76)
Contra (35)
Abstenção (17)
Não votante (3)
Não membros da ONU ou dependências

Os estatutos político e jurídico de Taiwan são questões controversas. A República Popular da China (RPC) afirma que o governo da República da China (RC) é ilegítimo, referindo-se a ele como "Autoridade de Taiwan". A RC, no entanto, com constituição própria, presidente eleito de forma independente e forças armadas, continua a ver-se como um Estado soberano. O atual território do país nunca foi controlado pela RPC.
A nível internacional, há controvérsia sobre se a RC ainda existe como um Estado per se ou como um Estado extinto pela lei internacional, devido à perda de adesão/reconhecimento nas Nações Unidas e a falta de amplo reconhecimento diplomático. Em uma pesquisa feita em Taiwan em março de 2009 com pessoas com 20 anos ou mais, uma maioria de 64% optou pelo status quo, enquanto 19% queriam a independência e apenas 5% a unificação com a China.

### Relações internacionais
Antes de 1928, a política externa da República da China era complicada por uma falta de unidade interna de poder. Esta situação mudou após a derrota do Governo de Beiyang pelo Kuomintang (KMT), o que levou ao reconhecimento diplomático generalizado da RC.

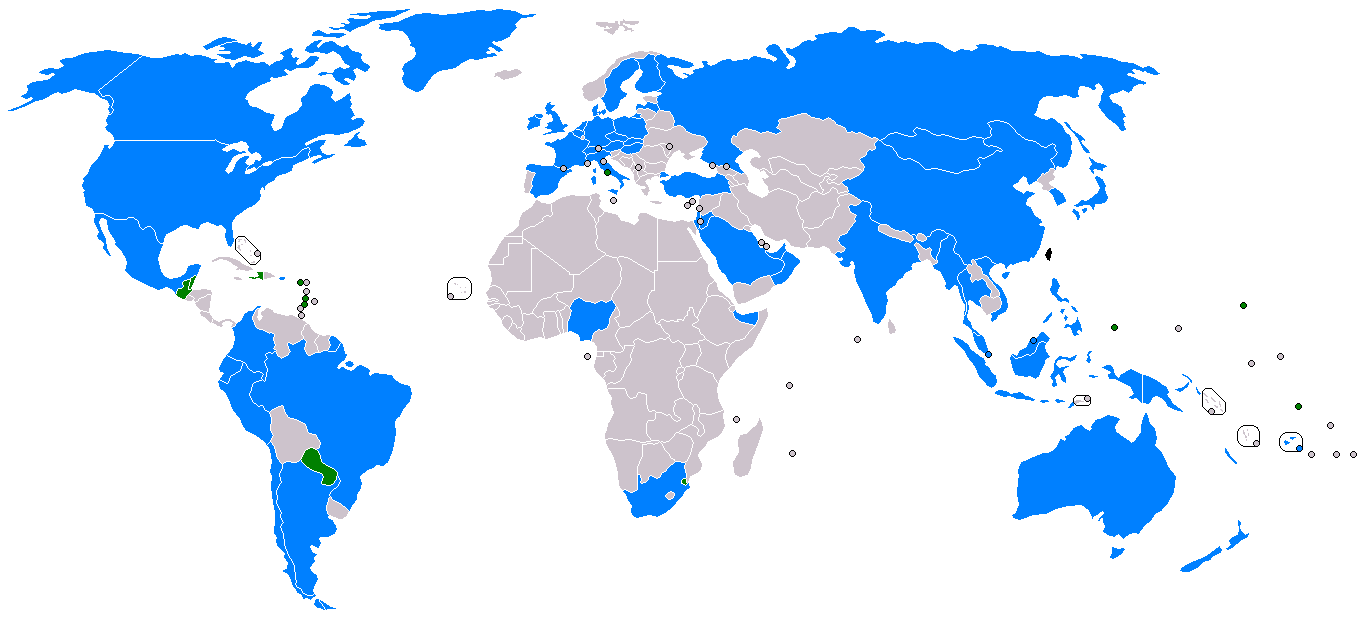
Relações exteriores de Taiwan:
Relações diplomáticas e embaixada em Taipei
Relações não oficiais

Após a retirada do KMT para Taiwan, a maioria dos países, nomeadamente os países do bloco ocidental, continuaram a manter relações com a RC. Devido à pressão diplomática, o reconhecimento internacional gradualmente erodiu e muitos países comutaram reconhecimento para a República Popular da China na década de 1970. A Resolução 2758 da ONU (25 de outubro 1971) reconheceu a República Popular da China como a única representante da China na organização.
A RPC se recusa a ter relações diplomáticas com qualquer nação que reconheça a RC e exige que todos os países com os quais tem relações diplomáticas façam uma declaração reconhecendo suas pretensões em relação a Taiwan. Como resultado, em janeiro de 2024, apenas onze estados-membros da ONU e a Santa Sé mantêm relações diplomáticas oficiais com Taiwan. Taiwan mantém relações não oficiais com a maioria dos países através de embaixadas e consulados chamados de "Escritórios de Representação Econômica e Cultural de Taiwan" (TECRO — sigla em inglês), com filiais chamadas "Escritórios Econômicos de Taipei" (TECO). Tanto os TECRO quanto os TECO são "entidades comerciais não oficiais" de Taiwan e são encarregados de manter relações diplomáticas, fornecendo serviços consulares (ou seja, pedidos de vistos) e servem aos interesses nacionais de Taiwan em outros países.
Os Estados Unidos continuam a ser um dos principais aliados de Taiwan e, desde 1979, vendem armas e fornecem treinamento militar às Forças Armadas da República da China. Esta situação continua a ser um problema para a República Popular da China, que considera o envolvimento dos norte-americanos perturbador para a estabilidade da região. Em janeiro de 2010, a administração Obama anunciou sua intenção de vender 6,4 bilhões de dólares em equipamentos militares ao governo de Taiwan. Como consequência, a China ameaçou os Estados Unidos com sanções econômicas e advertiu que a sua cooperação em questões internacionais e regionais poderia ser prejudicada.

#### Relações com a China

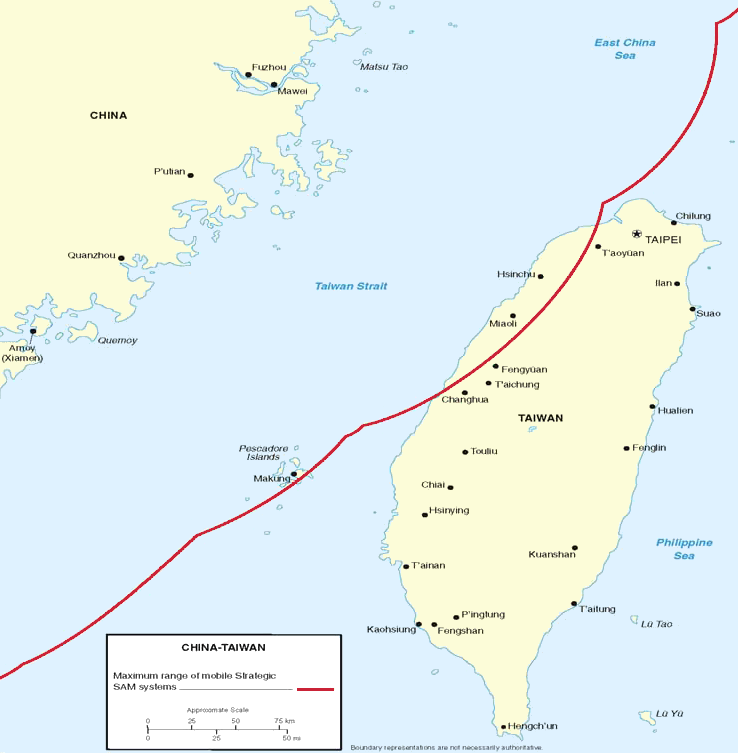
Alcance dos mísseis superfície-ar chineses no estreito de Taiwan

O ambiente político é complicado devido ao potencial de um conflito militar caso Taiwan faça ações visíveis na direção de sua independência de jure; a política oficial da RPC é a de usar a força militar para garantir a reunificação do país caso alternativas pacíficas não forem mais possíveis, como indicado na sua lei anti-secessão. Por esta razão o governo chinês mantém várias instalações militares na costa de Fujian tendo cerca de mil e seiscentos mísseis apontados a Taiwan.
No entanto, nos últimos anos, a RPC vem promovendo relações pacíficas com Taiwan, com o reforço dos laços econômicos, sendo que o atual governo da RPC quer a unificação através do princípio "um país, dois sistemas", conforme usado em Macau e Hong Kong. Os líderes da RPC enfatizam a integração pacífica como o eventual resultado da expansão das ligações de transportes, turismo e comércio.
Em março de 2021, o presidente do KMT Johnny Chiang rejeitou o "um país, dois sistemas" como modelo viável para Taiwan, citando a resposta da RPC aos protestos em Hong Kong, bem como o valor que os taiwaneses atribuem às liberdades políticas.
A RPC adota a "Política de Uma China", que afirma que Taiwan e a China continental são parte do mesmo país e que o Partido Comunista da China é o único governo legítimo de toda a "China", o que impede o reconhecimento internacional de Taiwan como um Estado independente e soberano. Por seu lado, a República Popular da China parece considerar o uso do nome "República da China" mais aceitável do que uma declaração oficial de independência. No entanto, com a ascensão do movimento de independência, o nome "Taiwan" tem sido empregado cada vez mais frequentemente na ilha.

### Forças armadas

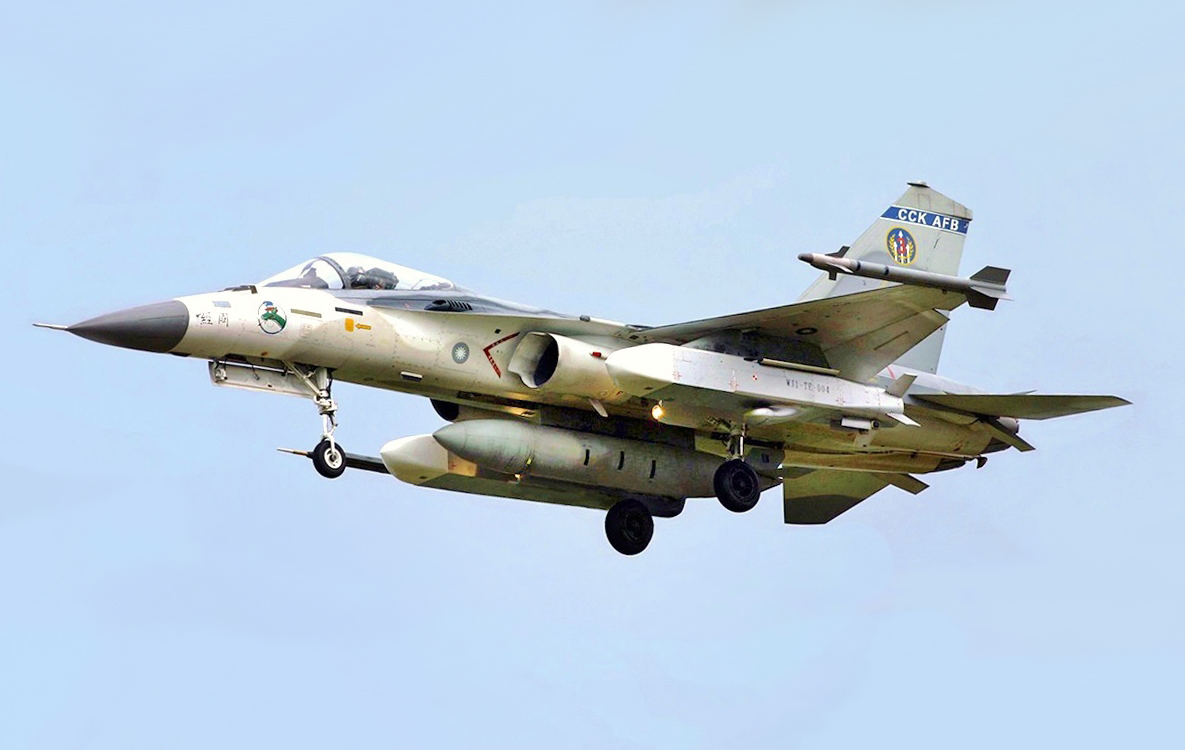
Caça de produção taiwanesa AIDC F-CK-1 Ching-kuo da Força Aérea da República da China

O Exército da República da China tem suas raízes no Exército Nacional Revolucionário Chinês, que foi criado por Sun Yat-sen em 1925, em Guangdong, com o objetivo de reunificar a China sob o governo Kuomintang. Quando o Exército de Libertação Popular venceu a Guerra Civil Chinesa, grande parte do Exército Revolucionário retirou-se para Taiwan, juntamente com o governo. Mais tarde foi reformulado até se tornar o exército de Taiwan. As unidades que se renderam e permaneceram na China continental ou foram dissolvidas ou incorporadas ao Exército Popular.
A República da China mantém atualmente uma força militar grande e tecnologicamente avançada, principalmente como defesa contra a ameaça constante de invasão pela RPC. De 1949 a 1970, a missão primária dos militares era a de "retomar o continente" por meio do "Projeto Glória Nacional". Como esta missão deslocou-se para a defesa, os militares da RC começaram a mudar a ênfase do exército, tradicionalmente dominante, para a força aérea e a marinha.
O controle das forças armadas também passou para as mãos do governo civil. Os militares da RC partilham raízes históricas com o KMT, a geração mais velha de oficiais de alta patente tende a ser simpática ao governo do partido. No entanto, muitos se aposentaram e há muitos mais soldados alistados nas forças armadas de gerações mais jovens, por isso as inclinações políticas dos militares aproximaram-se da norma pública de Taiwan.

## Economia

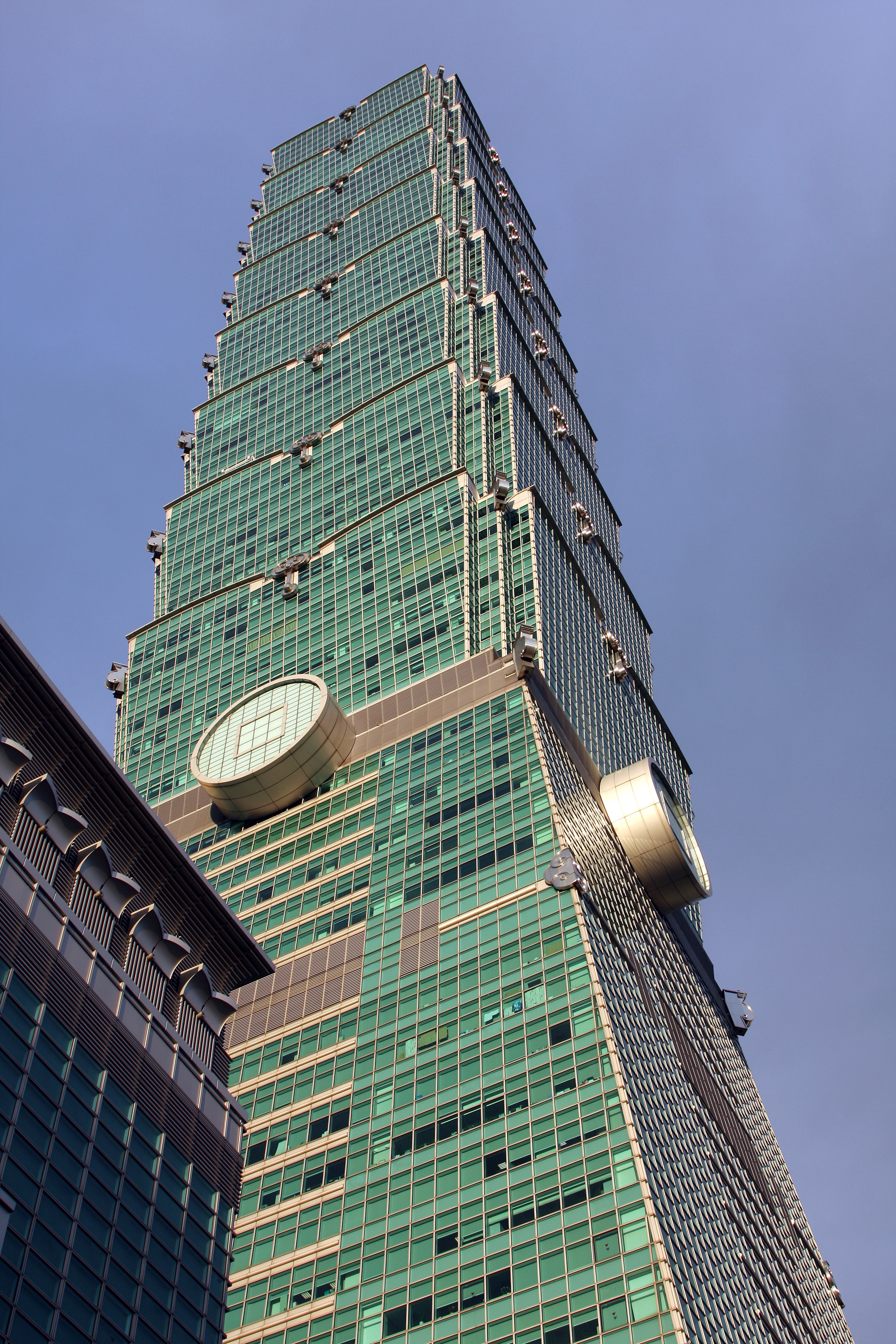
Taipei 101, símbolo do sucesso da economia taiwanesa

A rápida industrialização e crescimento de Taiwan, durante a segunda metade do século XX tem sido chamado de "Milagre de Taiwan". Taiwan é um dos "Quatro tigres asiáticos", junto com Singapura, Coreia do Sul e Hong Kong. Em 1945, a hiperinflação estava em andamento na China continental e em Taiwan como um resultado da guerra com o Japão. Para isolar Taiwan, o governo nacionalista criou uma nova moeda para a ilha e iniciou um programa de estabilização de preços. Estes esforços ajudaram a reduzir significativamente a inflação. Em 1950, com a eclosão da Guerra da Coreia, os Estados Unidos começaram um programa de auxílio que resultou em preços totalmente estabilizados em 1952.
O governo nacionalista instituiu muitas leis e reformas que nunca tinham sido efetivamente promulgadas na China continental; foi implementada uma política de substituição de importações e tentou-se produzir bens importados no mercado interno. Muito disso se tornou possível através da ajuda econômica estadunidense, subsidiando o custo mais elevado da produção nacional.
Taiwan tem uma economia dinâmica, capitalista, impulsionada pelas exportações com uma diminuição gradual do envolvimento do Estado no investimento e no comércio exterior. Em sintonia com esta tendência, alguns grandes bancos estatais e empresas industriais estão sendo privatizados. O crescimento real do produto interno bruto do país foi, em média, de 8% durante as últimas três décadas. As exportações deram o principal impulso para a industrialização. O superávit comercial é substancial e as reservas externas são as terceiras maiores do mundo. A República da China tem moeda própria, o novo dólar taiwanês.
Desde o início da década de 1990, os laços económicos entre a República Popular da China (RPC) e a República da China (Taiwan) têm sido muito prolíficos. Em 2008, mais de 150 bilhões de dólares dos Estados Unidos foram investidos na República Popular da China por empresas de Taiwan, e cerca de 10% da força de trabalho de Taiwan trabalha na República Popular da China: muitas vezes, para comandar os seus próprios negócios.
Embora a economia taiuanesa tenha sido beneficiada com a relação com a China continental, alguns manifestaram a opinião de que a ilha está a tornar-se, cada vez mais, dependente da economia da República Popular da China. Um documento de 2008 do Departamento de Tecnologia Industrial afirma que "Taiwan deve procurar manter uma relação estável com a República Popular da China, continuando a proteger a segurança nacional e evitar um excesso de "sinificação" da economia". Outros argumentam que os estreitos laços econômicos entre Taiwan e a República Popular da China fariam qualquer intervenção militar da República Popular da China contra Taiwan muito dispendiosa e, portanto, pouco provável.

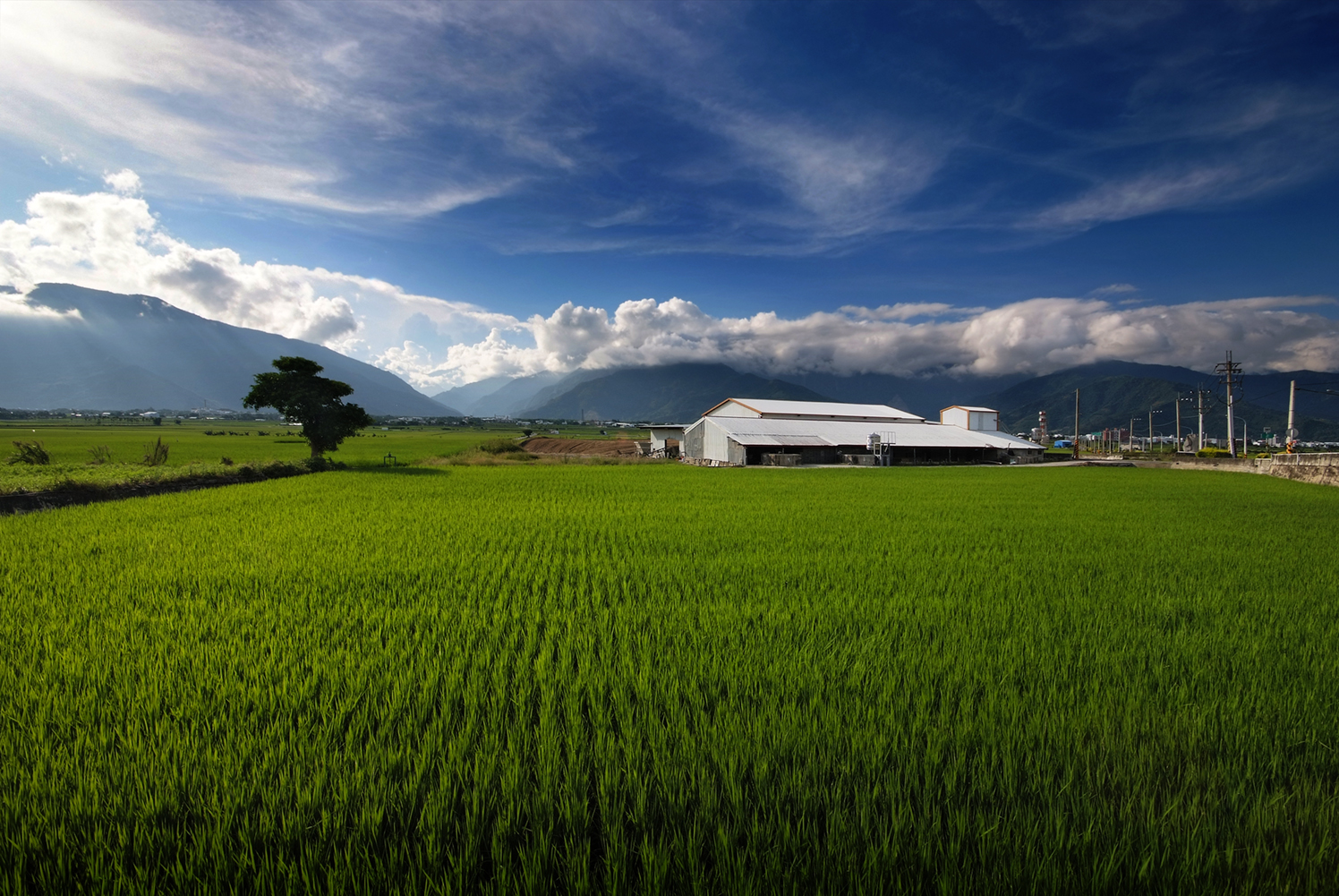
Plantação de arroz em uma região rural de Hualien

Desde de 2001 a agricultura é responsável por apenas 2% do produto interno bruto do país, bem abaixo dos 35% registrados em 1952. As tradicionais indústrias de trabalho intensivo estão sendo constantemente removidas para o exterior e, com mais capital, as indústrias intensivas em tecnologia as substitui. Taiwan tem se tornado um dos principais investidores estrangeiros no Vietname, China, Tailândia, Indonésia, Filipinas e Malásia. Estima-se que cerca de 50 000 empresas de Taiwan e 1 milhão empresários e seus dependentes são estabelecidos na República Popular da China.
Devido à sua abordagem financeira conservadora e seus pontos empresariais fortes, Taiwan sofreu pouco em comparação com muitos dos seus vizinhos durante a crise financeira asiática de 1997. Diferentemente de seus vizinhos, Coreia do Sul e Japão, a economia de Taiwan é dominada por pequenas e médias empresas, ao invés de grandes grupos empresariais. No entanto, a subsequente crise econômica global, combinada com a coordenação de políticas fracas pelo novo governo e pelo aumento da inadimplência no sistema bancário, levaram Taiwan a entrar em uma recessão em 2001, o primeiro ano de crescimento negativo do país desde 1947. Devido à deslocalização de muitas fábricas e indústrias de trabalho intensivo para a RPC, o desemprego também atingiu um nível não visto desde a crise do petróleo de 1970. Isso se tornou uma questão importante na eleição presidencial de 2004. O crescimento médio foi superior a 4% no período 2002-2006 e a taxa de desemprego caiu abaixo de 4%.
Taiwan, muitas vezes, junta-se às organizações internacionais sob um nome politicamente neutro. O país é um membro de organizações profissionais governamentais como a Organização Mundial do Comércio sob o nome de Território Aduaneiro Distinto de Taiwan, Penghu, Kinmen e Matsu (Taipé Chinesa) desde 2002.

### Indústria de alta tecnologia

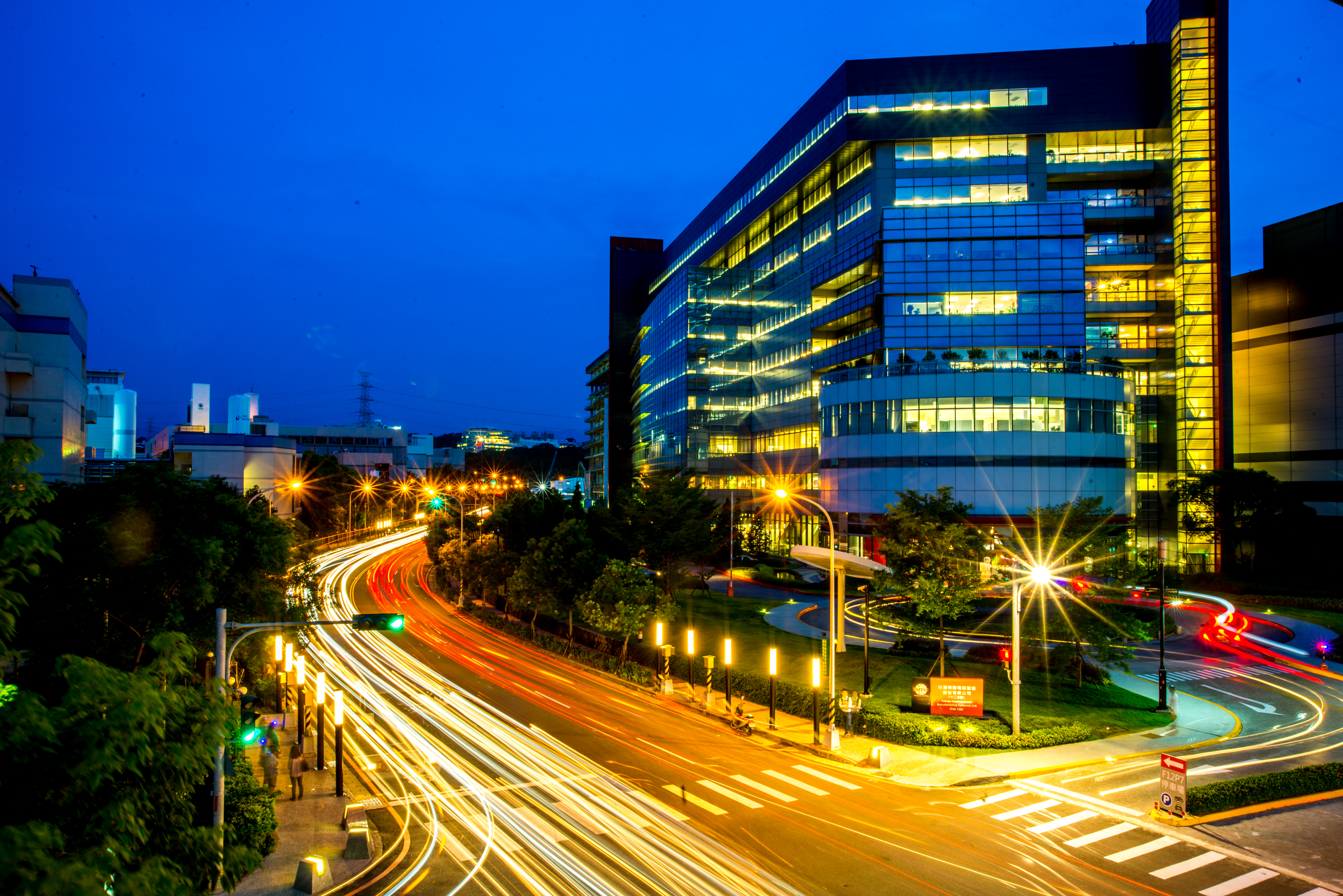
Fábrica da TSMC, empresa taiwanesa de semicondutores, em Hsinchu

A ascensão de Taiwan na indústria de semicondutores foi amplamente atribuída à Taiwan Semiconductor Manufacturing Co. (TSMC) e à United Microelectronics Corporation (UMC). A TSMC foi fundada em 21 de fevereiro de 1987 e, em junho de 2022, sua capitalização de mercado representava aproximadamente 90% do PIB de Taiwan. A empresa é a 9ª maior do mundo por capitalização de mercado, bem como a maior empresa de fabricação de semicondutores, superando a Intel e a Samsung. Seus principais clientes incluem Qualcomm, Nvidia, Broadcom, Intel, AMD, Apple Inc., Ampere, Microsoft, MediaTek e Sony. Em 2018, superando Samsung e Intel, o semicondutor de 7 µm da empresa é o primeiro a ser feito com litografia EUV e o primeiro com menos de 10 µm a entrar em produção. A TSMC foi a primeira empresa taiwanesa a ser listada na Bolsa de Valores de Nova York, sob o nome comercial NYSE: TSM, em outubro de 1997.
A UMC, outra grande empresa nas exportações de alta tecnologia e semicondutores globais de Taiwan, não compete com a TSMC em processos avançados de semicondutores. Em vez disso, compete com a estadunidense GlobalFoundries e outras, por processos de semicondutores menos avançados e por pastilhas de silício. Seus principais clientes incluem MediaTek, Texas Instruments e Realtek.
A Foxconn, uma importante fabricante de dispositivos inteligentes, está sediada na cidade de Nova Taipé. Também está listada na Bolsa de Valores de Taiwan sob o nome comercial Hon Hai Precision Industry. A maioria de suas fábricas está localizada no leste da Ásia, com a maioria de 12 fábricas localizadas na China. Seus principais clientes incluem Apple, Microsoft, Amazon, Google e Huawei.

### Turismo

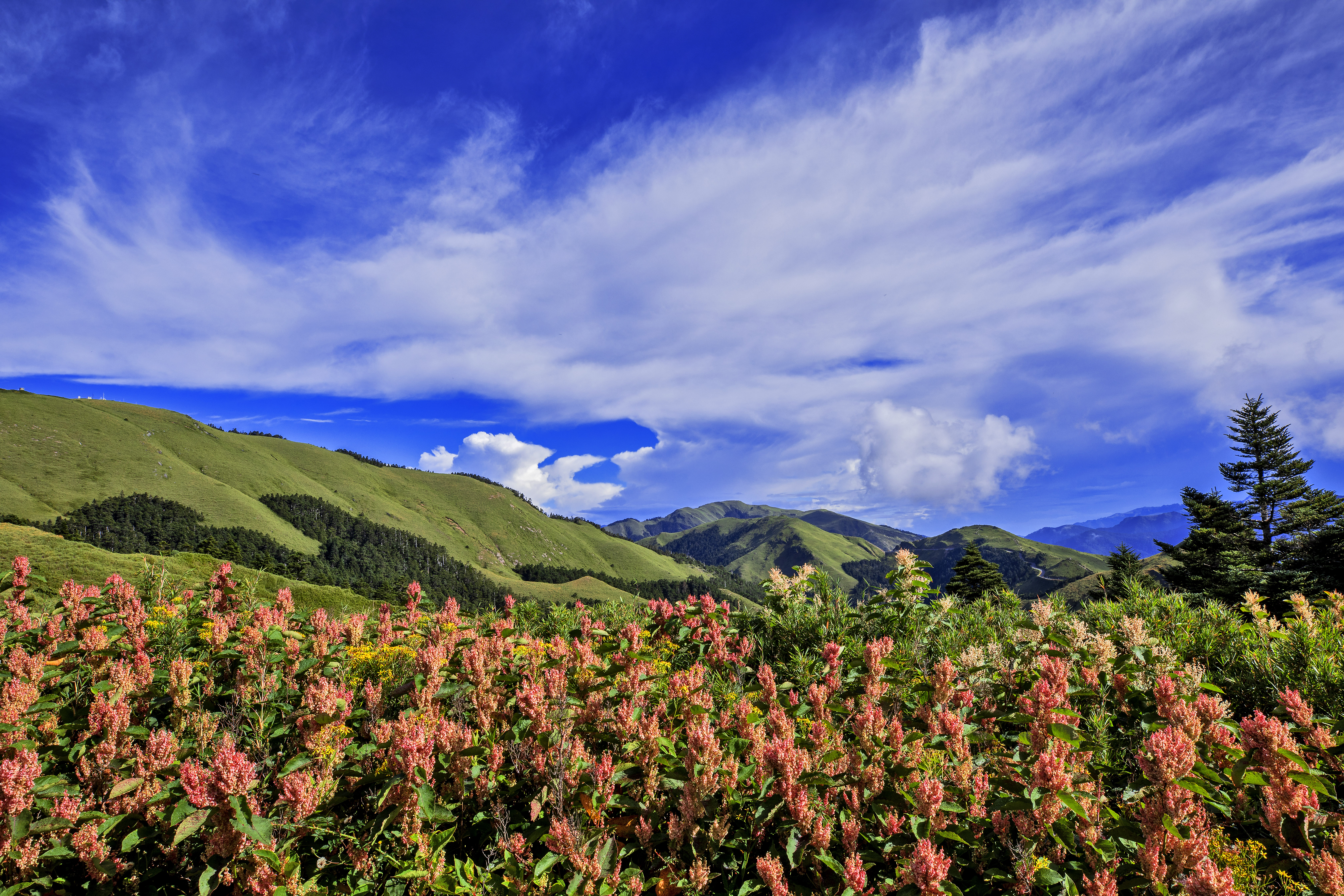
Parque Nacional Taroko

O turismo é um setor importante da economia local e vem crescendo ano após ano. O número de turistas que visitaram o país em 2009 foi de cerca de 4,4 milhões de pessoas, um aumento de 18% em relação ao mesmo período de 2008, embora o número de visitantes estrangeiros em comparação com o ano anterior tenha apresentado uma tendência decrescente, apesar das visitas vindas da China continental terem dobrado.
A maioria dos visitantes estrangeiros vêm para de países da Ásia, especialmente do Japão, que representa a esmagadora maioria dos turistas. Fora da Ásia, os países que mais enviam turistas para Taiwan são os Estados Unidos e o Reino Unido. Entre os principais pontos turísticos importantes do país estão o Taipei 101, bem como o Museu do Palácio Nacional, o Memorial Chiang Kai-shek, entre outros.

## Infraestrutura

### Transportes

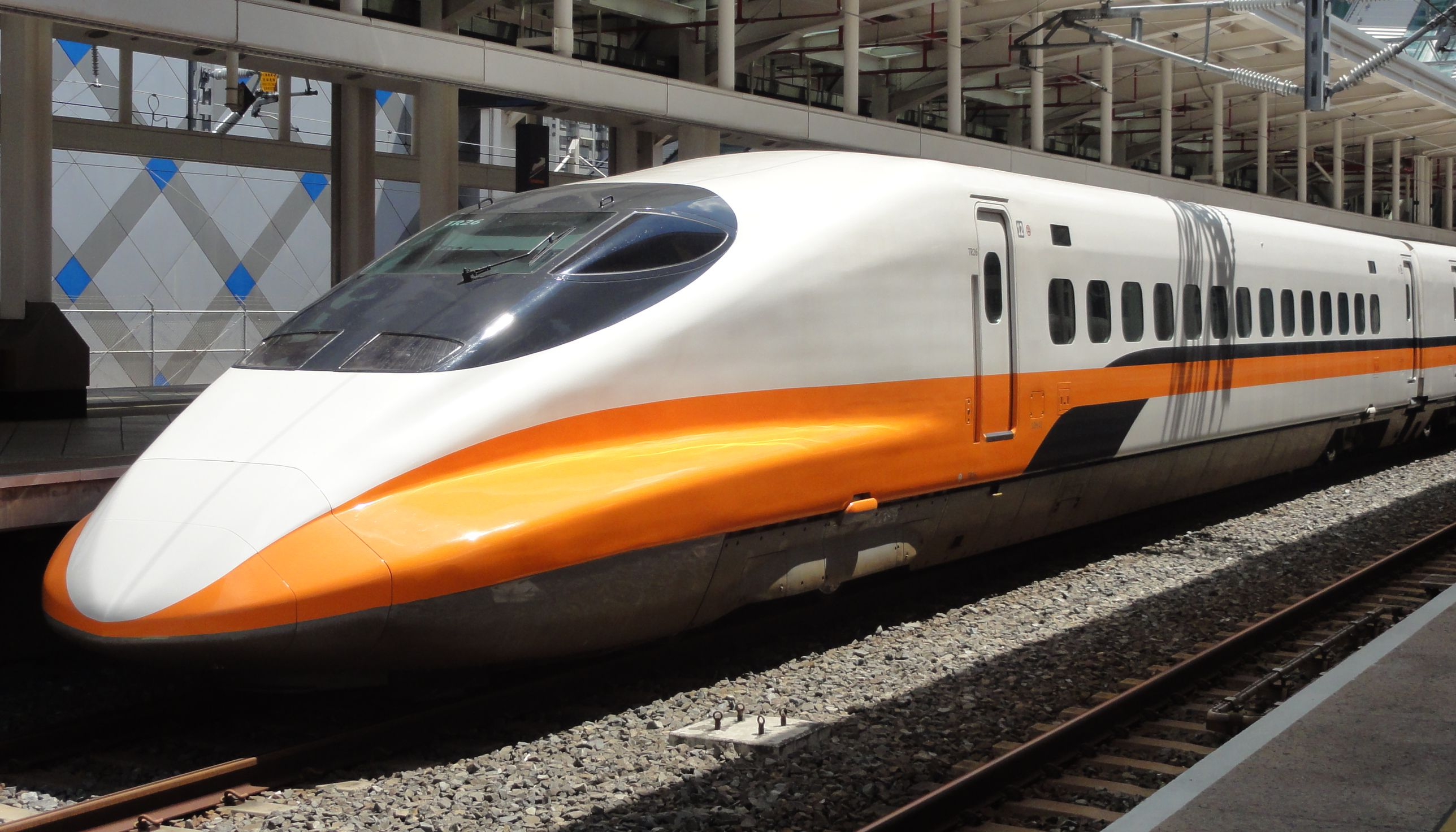
Taiwan High Speed Rail (THSR) modelo THSR 700T na estação de Kaohsiung

O Ministério dos Transportes e Comunicações é o órgão responsável pela gestão da rede de transporte do país. Taiwan tem uma extensa rede de estradas, classificadas em cinco níveis: estradas nacionais, estradas provinciais, rotas de condado, rotas de município e rotas especiais. Taiwan também tem uma extensa rede de ônibus, que são na sua maioria administrada por empresas de ônibus privadas. O país conta com uma rede de 41 475 quilômetros de estradas, sendo que apenas 442 km não são pavimentados.
Existem dois sistemas ferroviários em Taiwan: a Administração Ferroviária de Taiwan e a ferrovia de alta velocidade de Taiwan. Os metrôs de Taipé e Kaohsiung servem as áreas metropolitanas de ambas as cidades, respectivamente. Os sistemas de metrô das cidades de Taoyuan e Taichung estão atualmente em construção. A rede ferroviária do país abrange um total de 1 580 km.
Entre os principais aeroportos estão o Aeroporto Internacional de Taiwan Taoyuan, o Aeroporto de Taipei Songshan, o Aeroporto Internacional de Kaohsiung e o Aeroporto de Taichung. O país conta com 35 aeroportos e 31 heliportos. Os quatro portos marítimos internacionais são os de Keelung, Kaohsiung, Taichung e Hualien.

### Saúde

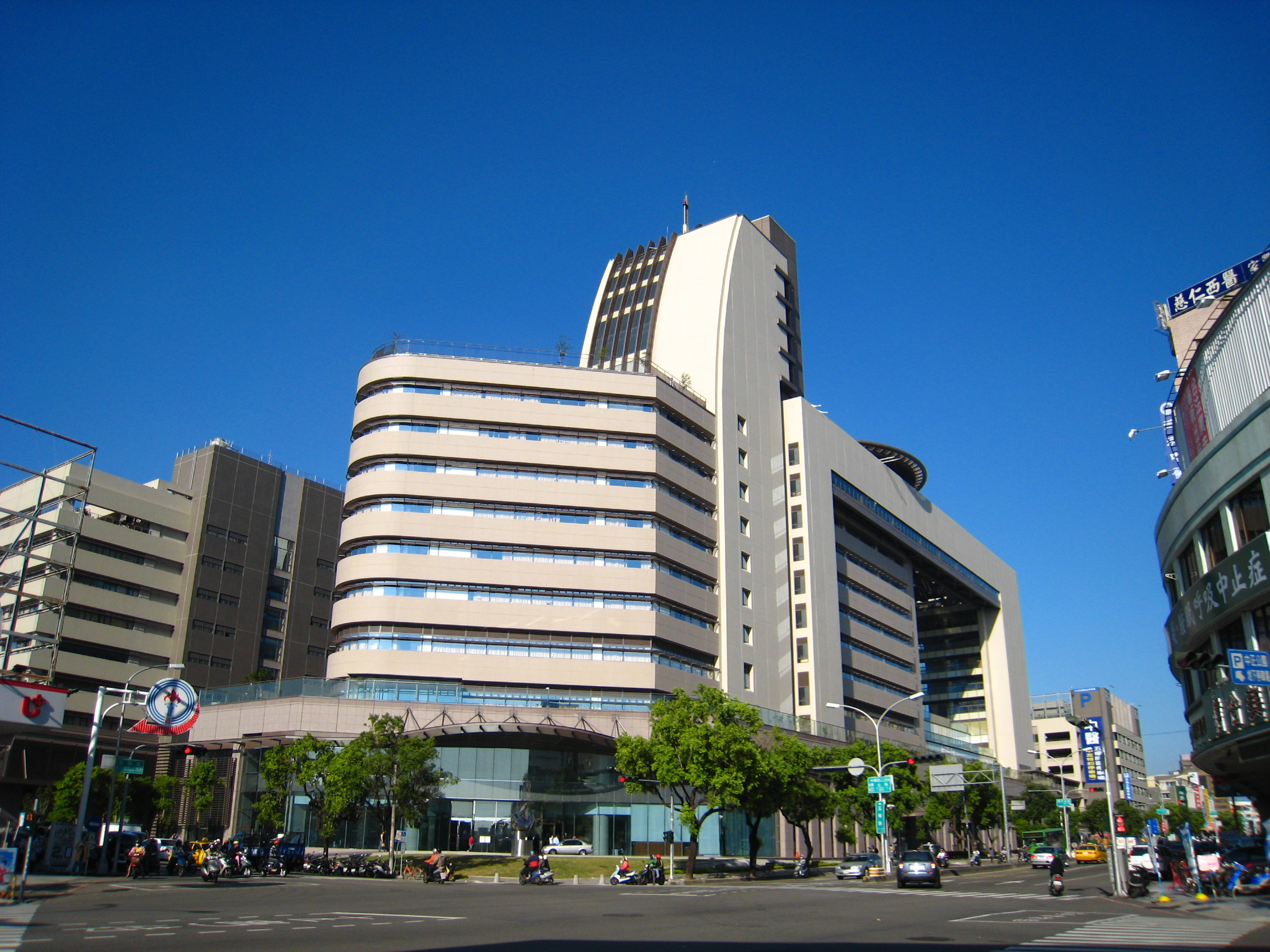
Hospital universitário em Taichung

O sistema de saúde de Taiwan é gerido pela Secretaria de Seguro de Saúde Nacional (BNHI — sigla em inglês). O atual programa de assistência médica do governo foi implementado em 1995 e mantém um seguro de saúde obrigatório para os cidadãos empregados, pobres, desempregados, ou vítimas de desastres naturais, com taxas que se correlacionam com a renda individual e/ou familiar; ele também mantém uma proteção para pessoas que não tem cidadania taiwanesa e que trabalham no país. Um método padronizado de cálculo aplica-se a todas as pessoas e, opcionalmente, pode ser pago por um empregador ou por contribuições individuais.
A cobertura do BNHI requer copagamento no momento da prestação do serviço na maioria dos atendimentos médicos, a menos que seja um serviço de saúde preventiva, para famílias de baixa renda, idosos, crianças com menos de três anos de idade, ou, no caso de doenças catastróficas. Famílias de baixa renda recebem cobertura completa do BNHI e os copagamentos são reduzidos para deficientes ou idosos. De acordo com uma pesquisa publicada recentemente, dos 3 360 pacientes pesquisados em um hospital escolhido aleatoriamente, 75,1% disseram que estão "muito satisfeitos" com o serviço hospitalar; 20,5% disseram que consideram o serviço "regular" e apenas 4,4% dos pacientes disseram que estavam ou "nada satisfeitos" ou "muito insatisfeitos" com o serviço prestado. Em 2004, a taxa de mortalidade infantil era de 5,3 para cada mil nascimentos, com 15 médicos e 63 leitos hospitalares para cada 10 000 pessoas. A expectativa de vida para os homens era de 73,5 anos e de 79,7 anos para as mulheres, de acordo com o Relatório Mundial da Saúde.

### Educação

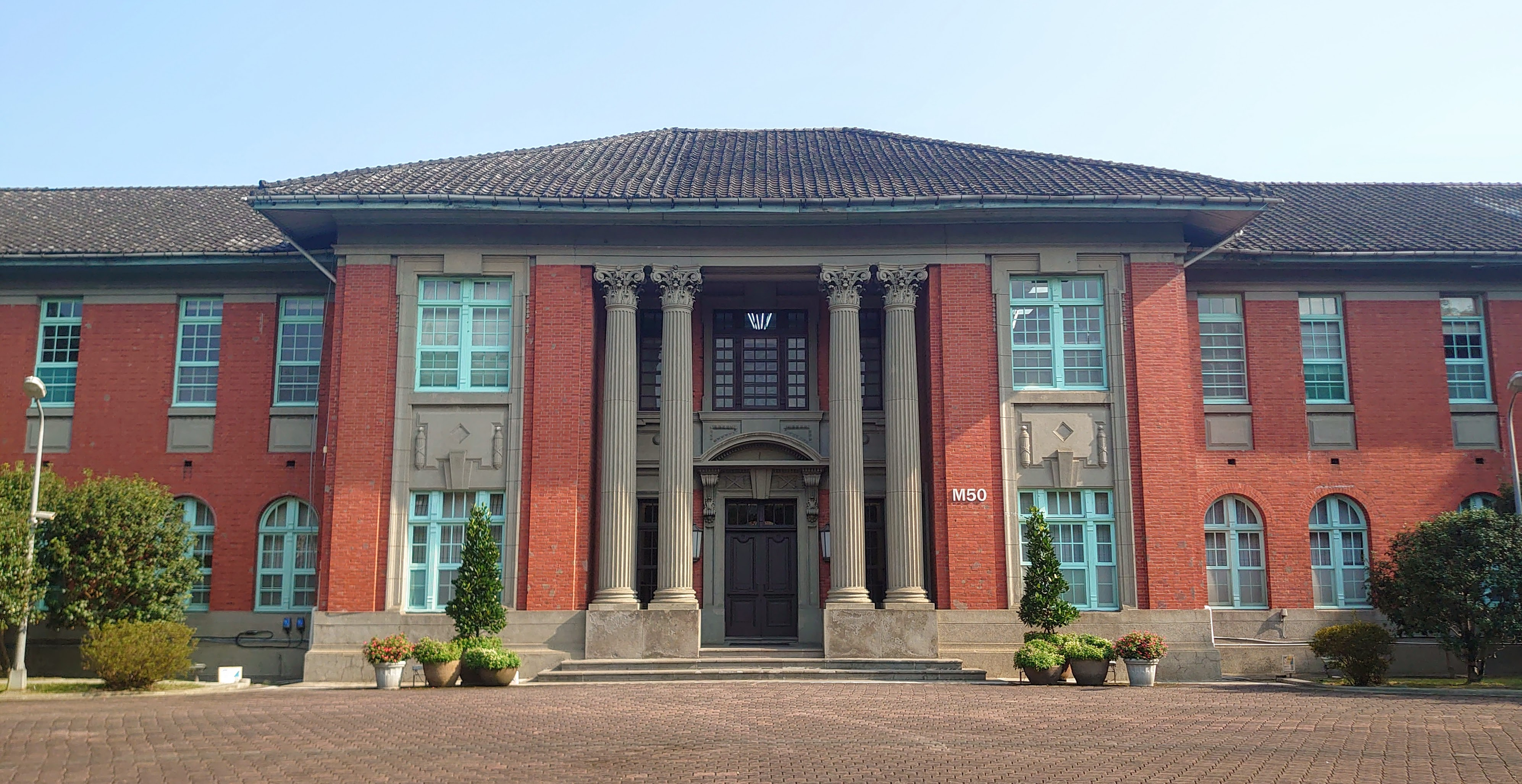
Universidade Nacional de Taiwan

O sistema de ensino superior foi fundada em Taiwan pelo Império do Japão durante o período colonial. No entanto, após a República da China assumir o controle da ilha em 1945, após o fim da Segunda Guerra Mundial, o sistema foi prontamente substituído pelo da China continental, que misturava características dos sistemas educacionais chineses e estadunidenses.
A educação no país inclui seis anos de escola primária, três anos de ensino médio e quatro anos de universidade. O sistema tem sido bem sucedido, visto que os alunos de Taiwan possuem alguns das mais altas notas em testes internacionais, especialmente em matemática e ciências. No entanto, o programa educacional também tem sido criticado por colocar uma pressão excessiva sobre os estudantes e por evitar a criatividade em favor da memorização.
Muitos estudantes de Taiwan participam cursinhos (bushiban) para melhorar as habilidades e conhecimentos na resolução de problemas em provas de disciplinas como matemática, ciências da natureza, história e muitos outros. Os cursos estão disponíveis para temas mais populares. As aulas são organizadas em palestras, revisões, sessões tutoriais privadas e recitações. Em 2013, a taxa de alfabetização registrada em Taiwan foi de 97,15%.

## Cultura

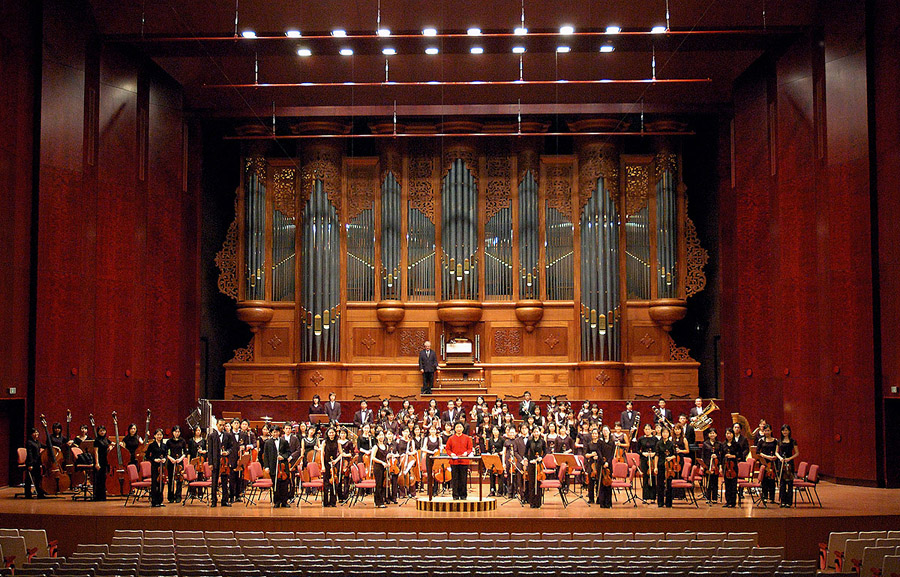
Apresentação da Orquestra Sinfônica da Universidade Nacional Normal de Taiwan no Teatro e Sala de Concerto Nacional, em Taipé

A cultura de Taiwan é uma mistura de várias culturas, como a dos han chineses confucionistas, japoneses, europeu, estadunidense e dos aborígenes, que são muitas vezes percebidas nos entendimentos tradicionais e modernos. A experiência sócio-política comum gradualmente tem desenvolvido um sentido de identidade e consciência cultural entre a população do país, o que tem sido amplamente debatido internamente.
Refletindo a contínua controvérsia em torno do seu estatuto, a política de Taiwan continua a desempenhar um papel importante na concepção e no desenvolvimento da identidade cultural da nação, especialmente no quadro dominante antes da dualidade entre Taiwan e os chineses. O conceito de multiculturalismo também tem sido proposto como uma visão alternativa relativamente apolítica, que tem permite a inclusão de chineses continentais e outros grupos minoritários na contínua redefinição da cultura nacional, enquanto um sistema de significado e padrões habituais de pensamento e comportamento compartilhado pelo povo de Taiwan.

### Artes
Os cortadores de pedra da cultura Changbin começaram a fazer arte em Taiwan há pelo menos 30 000 anos. Cerca de 5 000 anos atrás começaram a aparecer obras de jade e barro. Durante séculos, grande parte da arte produzida era religiosa, com templos altamente decorados sendo os beneficiários da riqueza e educação locais.
A arte foi institucionalizada pela primeira vez em Taiwan durante o período colonial japonês com o estabelecimento de escolas públicas dedicadas às artes plásticas. Os japoneses introduziram pintura a óleo e aquarela em Taiwan e os artistas taiwaneses foram fortemente influenciados por seus colegas japoneses. Como era típico dos governantes coronéis, os japoneses não estabeleceram instituições terciárias para ensino de arte em Taiwan, todos os alunos que desejavam obter um diploma avançado em artes tinham que viajar para o Japão para fazê-lo.

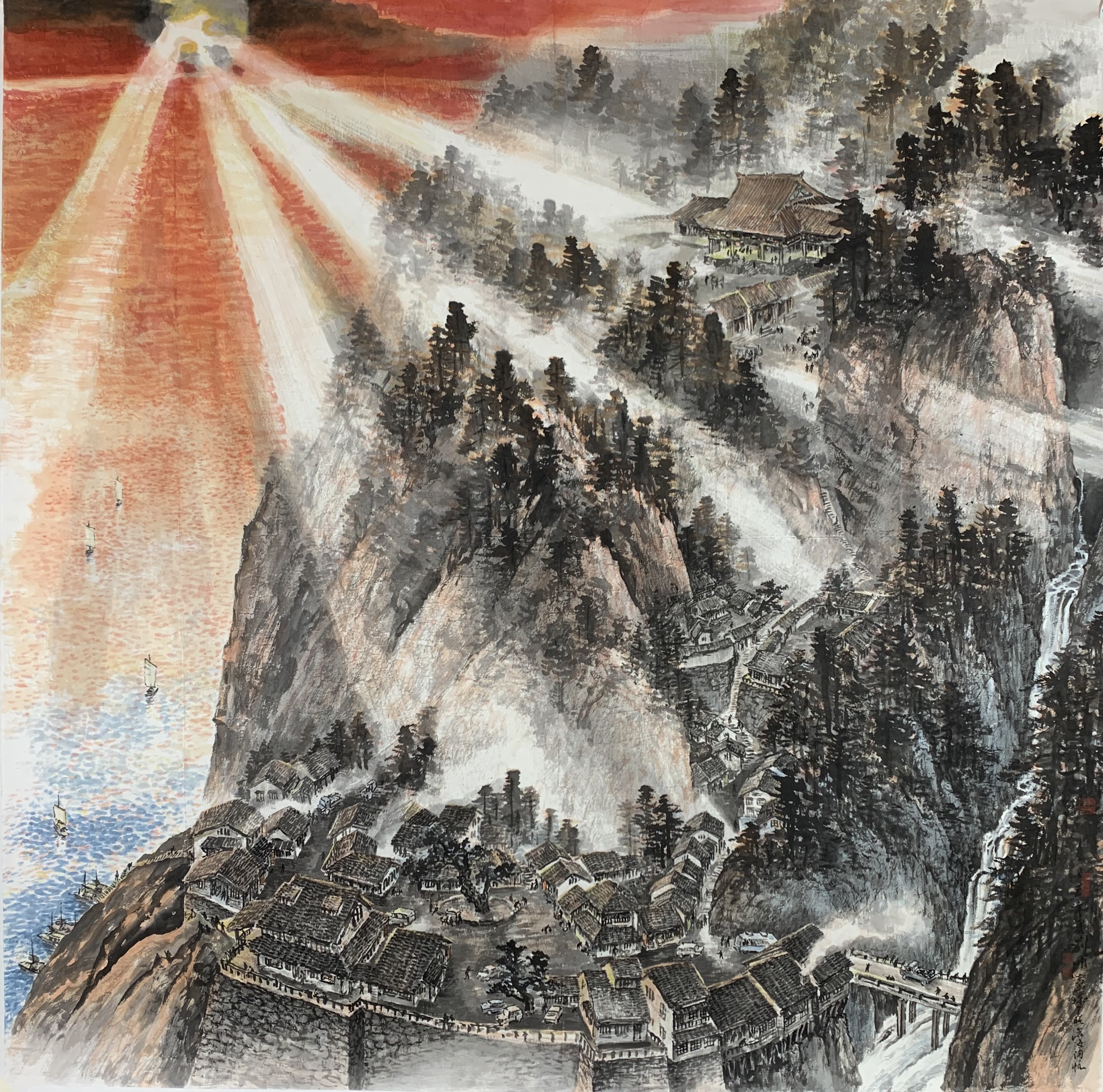
O Sol Poente Brilha na Aldeia da Montanha de Liu Yong (2019)

Quando os nacionalistas fugiram para Taiwan em 1949, trouxeram muitos dos artistas mais prestigiados da China e uma grande parte da antiga coleção de arte imperial Qing. Os artistas Huang Chun-pi, Pu Ru e Chang Dai-chien, que vieram para Taiwan durante esse período, são conhecidos coletivamente como os "três mestres do outro lado do estreito". Os nacionalistas também estabeleceram as primeiras faculdades e universidades de arte em Taiwan. Juntamente com as influências chinesas, os nacionalistas também permitiram que os Estados Unidos estabelecessem uma série de bases militares em Taiwan, a cultura pop estadunidense e ideias artísticas como o expressionismo abstrato foram introduzidas em Taiwan pelos americanos.
A próxima grande influência veio quando Taiwan deixou as Nações Unidas em 1971, este desapego da comunidade internacional fez com que os artistas procurassem uma um senso de identidade, uma busca que continua até o presente. Artistas desta época, como Lee Shi-chi e Shiy De-jinn, adotaram motivos folclóricos taiwaneses e outros elementos da cultura tradicional de Taiwan, no entanto, a cena artística taiwanesa ainda se irritava com a ditadura militar do KMT.
A democratização no final da década de 1980 e o levantamento da lei marcial concederam aos artistas taiwaneses liberdade de expressão pela primeira vez na história. O fim do regime militar permitiu que os taiwaneses tivessem acesso a filmes, literatura, filosofia e cultura do exterior que lhes haviam sido negados ou censurados. Artistas e ativistas começaram a lidar com o legado do autoritarismo e abraçaram coisas como a cultura queer que havia sido oprimida durante a ditadura. O milagre econômico dos anos 1980 e 1990 também fez com que os recursos financeiros dos museus e galerias locais aumentassem significativamente. À medida que a cena artística de Taiwan amadureceu, começou a haver uma maior especialização em espaços de exposição com museus dedicados a coisas como fotografia e abertura de cerâmica. Após o fim do regime de partido único, artistas e grupos indígenas de Taiwan começaram a explorar e redescobrir sua herança cultural, esse renascimento também levou a uma maior aceitação social da cultura indígena.

### Culinária

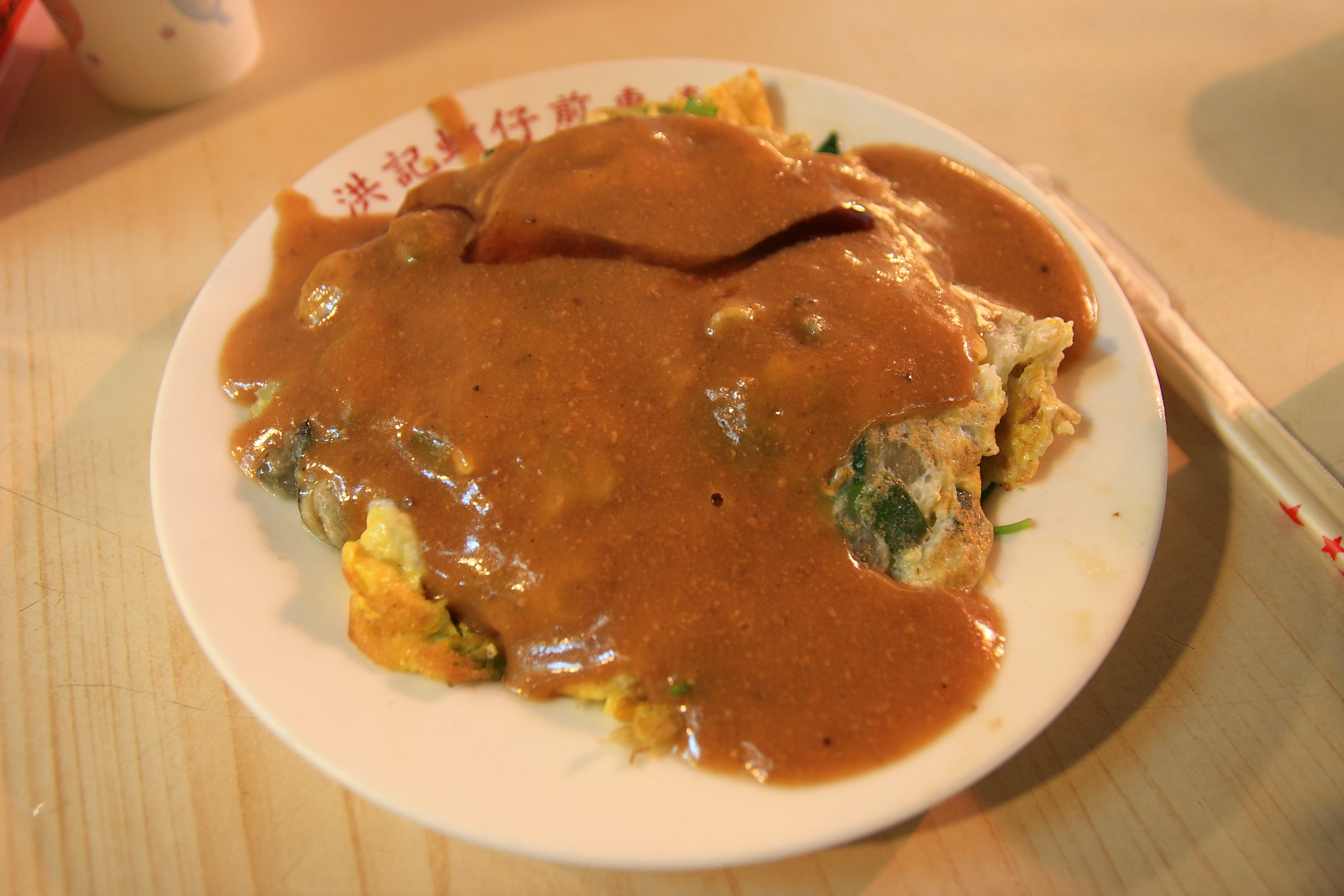
Omelete de ostra, prato típico do país

A culinária taiwanesa é uma mistura de várias culturas alimentares, desde nativas até da China continental. A maioria da população é composta por chineses da etnia han, por isso a maioria dos pratos é de origem chinesa, principalmente de regiões do sul do país, como Hong Kong, Sichuan, Jiangsu e Zhejiang. O domínio japonês também teve um forte impacto na culinária da ilha.
A República da China sofre com a escassez de terras aráveis e, por isso, as pessoas costumam comer arroz, batata-doce ou taro. Por ser um arquipélago, o país também é rico em recursos marinhos, sendo que as pessoas costumam comer peixes, mariscos, crustáceos e outros seres marinhos.

### Esportes
O beisebol é o esporte nacional e o mais popular de Taiwan. Dois dos mais famosos arremessadores de beisebol do país, Chien-Ming Wang Wei e Chen Yin, conquistaram troféus na Major League Baseball. Outro jogador notável é Chin-hui Tsao, que atuou nos Estados Unidos e jogou para o Colorado Rockies (2003–2005) e o Los Angeles Dodgers (2007). A Liga Chinesa de Beisebol Profissional foi criada em 1989 em Taiwan e, eventualmente, absorveu a competição Taiwan Major League em 2003. Em 2008, a Liga tinha quatro equipes com participação média de cerca de 3 000 por jogo. O basquetebol também é um esporte popular no país.

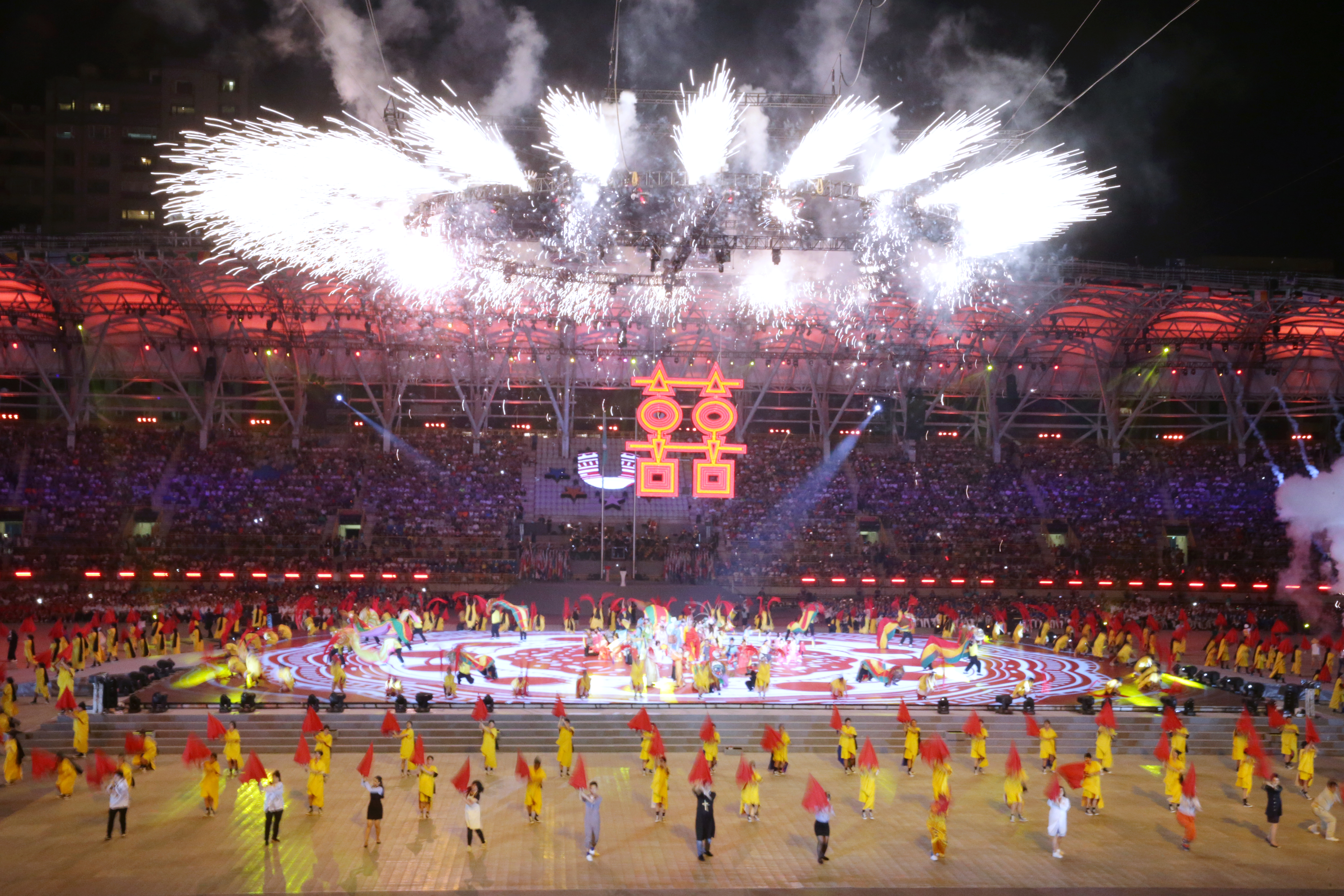
Cerimônia de abertura da Universíada de Verão de 2017 em Taipei

O taekwondo também se tornou um esporte maduro e bem-sucedido nos últimos anos. Nos Jogos Olímpicos de Verão de 2004, Chen Shih-Hsin e Chu Mu-Yen conquistaram duas medalhas de ouro. Competidores posteriores, como Yang Shu-chun, reforçaram cultura do taekwondo no país.
Taiwan participa em organizações desportivas internacionais e eventos sob o nome de "Taipé Chinesa", devido ao seu estatuto político. Em 2009, o país organizou dois eventos esportivos internacionais. Os Jogos Mundiais de 2009 foram realizadas em Kaohsiung entre 16 e 26 de julho de 2009. Além disso, Taipé sediou as Surdolimpíadas de Verão em setembro do mesmo ano. Além disso, a capital taiwanesa também sediou a Universíada de Verão de 2017.
O país também é um grande país asiático para o corfebol. Em 2008, Taiwan sediou o Campeonato Mundial da Juventude Corfebol e levou a medalha de prata. Em 2009, a equipe de corfebol nacional ganhou uma medalha de bronze nos Jogos Mundiais do esporte.
Yani Tseng é a mais famosa jogadora de golfe profissional do país e atualmente joga na LPGA, com sede nos Estados Unidos. Ela é a jogadora mais jovem da história a ganhar os cinco principais campeonatos do esporte.

### Governo
- «Página oficial»
- Escritório do Presidente
- «Divisão de Informações Escritório Econômico e Cultural da República da China no Brasil»